# モザンビーク独立戦争
モザンビーク独立戦争（モザンビークどくりつせんそう、ポルトガル語: Guerra da Independência de Moçambique）は、東アフリカ南部のモザンビークでモザンビーク解放戦線（FRELIMO、ポルトガル語: Frente de Libertação de Moçambique）とポルトガル軍との間で行われた武力紛争である。
戦争は1964年9月25日に開始され、1974年9月8日の停戦によって終結した。この戦争の結果、翌1975年にモザンビークのポルトガルからの独立が協議の後決定された。モザンビークにおいて戦争勃発から1992年のFRELIMOとモザンビーク民族抵抗運動 (RENAMO, ポルトガル語: Resistência Nacional Moçambicana) との和平に至るまで約30年間続いた独立戦争と内戦による戦乱期の前半を占める。

## 概要

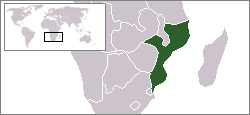
南部アフリカにおけるモザンビークの位置。

ポルトガルのアフリカ植民地における独立派ゲリラに対する紛争は1961年に勃発したアンゴラ独立戦争から始まった。モザンビークにおいても、それから遅れること3年の1964年に紛争が勃発している。原因はモザンビーク領内の政治的不安定とモザンビーク先住民の不満にあったと考えられている。この不満は外来勢力による400年以上にわたる支配による経済的成果がポルトガル本国に搾取されているだけでなく、住民への虐待とさらなる搾取を生み出す開発計画として表面化していることからくるものだった。また、ポルトガルの先住民政策によって、熟練労働者になるための西洋式の教育や社会参加の機会から先住民が疎外され、経済的社会的な差別が存在すると受け止められていた。
第二次世界大戦後、民族自決運動のアフリカ各国への伝播に呼応して、モザンビークにおいてもが次第に民族主義的な見解が一般的になるに至り、外国による植民地支配に対する不満は高まっていった。 ポルトガル植民地におけるポルトガル人側の社会組織に完全に組み入れられた、「文明化」されたモザンビーク人の多くがこうした独立主義を奉じる先住民たちからの不満の表明に対して反発しており、領内の先住民同士の間にも感情的衝突があった。こうした時期に、領内の支配機構の大部分を握るポルトガル人は領内を安定化させるため軍事的プレゼンスを増大させ、早急に開発計画のペースを速めることで対応した。ポルトガル政府は不安定要因となる独立主義者たちを植民地社会から近隣諸国へ追放した。モザンビークにおける政治的な知識層の近隣諸国への大規模な追放は、急進的なモザンビーク人の故国に対する政治的不安定化に繋がる活動や煽動を引き起こした。
モザンビーク人によるゲリラ組織FRELIMOは追放先のタンザニア領内で体制を整え、これを根拠地としてモザンビーク北部に侵攻し戦端が切られている。開戦後FRELIMOはソビエト連邦・中華人民共和国・キューバから支援として兵器と軍事顧問団を受け取り、10年以上にわたる暴動を継続することになった。紛争が続く間、ポルトガル軍は常に独立派勢力であるFRELIMOに対して軍事的優位を保っていたが、1974年4月25日、ポルトガル本国のクーデターであるカーネーション革命による政府転覆の後7月24日には海外領土の独立を承認した。この後ポルトガルはルサカ停戦合意によってモザンビークの翌年の独立を正式に認めた。モザンビークはクーデター後の1975年6月25日に正式に独立し、470年に及ぶポルトガルによる東アフリカ支配に終止符が打たれた。
一般的には、リスボンにおけるクーデターを主導したポルトガル軍部における非主流派に対する共産主義者の影響力の増大と、その一方で国際社会からのポルトガル植民地戦争に対する圧力が強まったことが最終的にクーデターの主要因だったと考えられる一方ポルトガルの軍事クーデターはモザンビーク大衆の処遇をめぐる将兵に対する抵抗もその原因のひとつになったとも言われている。

## 戦争の背景

### ポルトガル植民地
モザンビークに最初に定住した民族はコイサン語族に属する狩猟と採集を主とするサン族だと考えられており、その1世紀から4世紀後にバントゥー系民族がザンベジ川を渡って移住したと考えられている。1498年、ポルトガル人の探検家がポルトガル人として初めてモザンビークの海岸に上陸した。以降、東アフリカにおけるポルトガルの影響力は16世紀になって大きく伸長した。この時期にポルトガルはポルトガル領東アフリカとして知られる複数の港湾を設置し、周囲を植民地化した。この当時は奴隷と金とがモザンビークからヨーロッパに向けて移出する主な産品だった。この影響力は定住した植民者個人を通じて及ぼされたものであり、まだ植民地内の中央集権化はなされなかった。以降、ポルトガル本国における植民地経営の重点はインドおよびブラジルに移っていった。 

1951年6月11日から1975年6月25日までのポルトガル領モザンビークの小紋章

19世紀、ヨーロッパのアフリカへの植民熱は最高潮に達した。南アメリカにおいてブラジルの支配を失ったポルトガルは、アフリカに目を転じてその支配地域を拡大しようと試みたが、この動きはイギリスの方針と正面から対立した。デイヴィッド・リヴィングストンがこの地域にフォスター交易路を1858年に確立させようと試みて後、イギリスはモザンビークを植民地拡大方針の視野に入れるようになり、ポルトガルに対しても警告を行った。一方で19世紀の間に東アフリカのほとんどの地域を影響下に収めたイギリスは、その影響力の行使を容易にするため、ポルトガル植民都市との関係強化を必要としていた。その結果、ポルトガルはイギリス海軍との衝突回避の目的もあって、イギリスと現在のモザンビーク国境にあたる国境を1881年に画定した。モザンビークの支配はイギリスからの経済的支援と採鉱と鉄道敷設に関して安価な労働力の提供を受けた勅許会社であるモザンビーク会社・ニアサ会社・ザンベジア会社に移ることになった。 これらの会社は海岸部から内陸部へと進出し、プランテーションを立ち上げ、それまで植民者の入植に抵抗し続けた先住民に税をかけて利益を出すことに成功した。

1961年現在のアフリカにおけるポルトガル植民地

この時期に内陸部、現在のジンバブエからモザンビークにかけての部族の集合体であるガザ帝国はポルトガルに抵抗したが、1895年に打ち破られた。そして残った内陸部の他の部族も1902年までには同じようにポルトガルに従った。この1902年にポルトガルはポルトガル領モザンビークの首都としてロレンソマルケスを設置した。1926年、5月28日クーデターをはじめとする政治的経済的危機によってポルトガルは第二共和制（エスタド・ノヴォ）に移行した。この新政権は再びアフリカの植民地に興味を示した。その一方で第二次世界大戦後間もなくの世界的な脱植民地化の波と相次ぐ植民地独立の影響を受け、モザンビークにおける民族自決の呼び声も高まった。

### FRELIMOの結成
1951年、ポルトガルは国連が漸次解放するように勧告した「植民地」にあたらないと主張し、かつ自国の植民地がより大きな自治権を持つことを世界に示すためにモザンビークを海外領として指定した。名称はモザンビーク海外州（ポルトガル領モザンビーク、ポルトガル語: Província Ultramarina de Moçambique）とされたが、名ばかりの変更であり、ポルトガルは依然として海外州に対する強大な支配力を維持していた。アフリカ先住民に対する不適切な扱いが引き続き行われる中、第二次世界大戦後年々アフリカ国家の独立が続くのに従い、モザンビークの民族主義勢力もその力を強めていった。

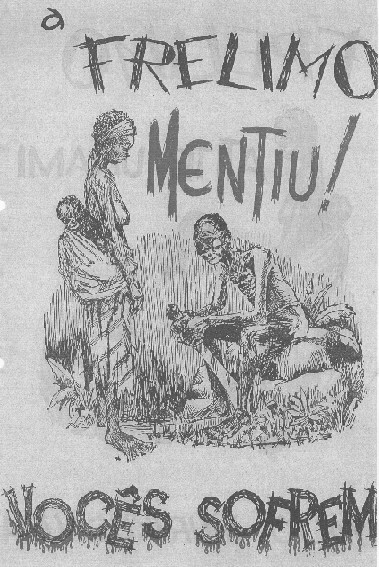
ポルトガルによって飛行機から播かれた宣伝ビラ「FRELIMOは嘘をついている！あなた方は被害を受けている」と書かれている

ポルトガル政府はモザンビークの農民に対して稲や綿花を輸出用作物として育てることを強制したが、農民が受け取れる成果は微々たるものだった。結果、1960年までに25万人以上の労働者がダイヤモンド鉱山や金鉱山での労働に携わることになった。1950年当時、およそ5,733,000人のモザンビーク人のうち、ポルトガル植民地政府によって選挙権が与えられていた者は4,353人に過ぎなかった。ポルトガル人とモザンビーク先住民の間に深い溝があることは、黒人と白人との混血（ムラート）が少ないことからも窺い知ることができる。1960年の人口調査によれば、800万人以上いたモザンビークの人口のうち、混血の人口は僅か31,465人に留まっていた。
モザンビークでは少数の裕福なポルトガル人と大多数を占める地方のアフリカ先住民との間に社会生活上の大きな隔たりが存在した。多くの先住民は読み書きが出来ず、地方の伝統的な生活習慣に従って生活しており、熟練労働者としての雇用機会や行政機構における重要な役割を与えられることはほとんどなかった。このため先住民は都市の近代的な生活に触れることはほとんどなかった。また、先住民にとっての自らの文化と伝統が外来のポルトガル文化によって蹂躙される状況が随所にみられた。ポルトガルの政治的方針に反対したり、独立を提言する住民は多くの場合領外に追放された。政治的知識層の近隣諸国への大規模な追放は、結果として急進的なモザンビーク人のモザンビークに対する政治的不安定化に繋がる活動や煽動を引き起こした。
1962年6月25日、マルクス・レーニン主義解放組織であるモザンビーク解放戦線（FRELIMO、 ポルトガル語: Frente de Libertação de Moçambique）が後にウジャマー社会主義を標榜することになる隣国タンザニア最大の都市であるダルエスサラームで結成された。この大会中に、モザンビーク政界から追放された集団である独立モザンビーク･アフリカ連合（ポルトガル語: União Nacional Africana para Moçambique Independente, UNAMI）、モザンビーク･アフリカ民族連合（英語: Mozambique African National Union, MANU）、2年早く結成されたモザンビーク国民民主連合（ポルトガル語: União Democrática Nacional de Moçambique, UDENAMO）の3勢力が合流して結成された。 しかし、独立派の政治活動はモザンビークにおける反体制活動に対する弾圧のために、国外のみに限られていた。 翌1963年、FRELIMOは社会学者のエドゥアルド・モンドラーネを首班とした司令部をダルエスサラームに設置し、ポルトガルからの独立に向けての活動を本格的に開始した。 FRELIMOは結成後2年間ポルトガルからの平和的独立を模索したが断念し、モンドラーネは独立の手段を平和的手段からゲリラ戦とする方針転換を行った。
1960年代以前からアメリカ合衆国はアフリカにおける民族主義者を支援する立場をとっていた。この支援はウィルソン主義に基づき、植民地の民族自決と独立とを支持するものだった。国連もまたポルトガルに対し植民地を解放する政策を取るよう圧力を掛けていた。しかしポルトガルは逆に東側諸国から支援を受けたモザンビークの民族主義者への独立支援を中止しない場合、NATOからの脱退を行うと示唆し、その結果西側諸国からの圧力は弱まった。

### ソビエト連邦の支援
冷戦の期間中、特に1950年代後半、東側陣営のソビエト連邦および中華人民共和国は西側陣営である西欧諸国が保持するアフリカの植民地について本国から分裂させることで不安定化を図る戦略を採用した。ニキータ・フルシチョフソ連共産党第一書記によれば、「人類社会の未開発の三分の一」は西側陣営を弱体化すると考えられていた。ソ連にとって、この時点のアフリカには西側諸国と植民地資産との関係を裂き、将来のアフリカにおける共産主義に好意的な国際関係を構築する意味が見出されていた。FRELIMOの結成以前のモザンビークの民族主義運動からみたソビエト連邦は、混乱を演出する一要素に過ぎなかった。この時期には複数の独立運動が展開されており、どのグループが主導権を握るのか定かではなかった。 モザンビークの複数の互いに対立する民族主義者グループが、この時期の他のアフリカ諸国と同じように、ソビエト連邦からそれぞれ武器の供与と訓練の便宜を受けていた。FRELIMOの結成以降はソビエト連邦および東側諸国がFRELIMOの後ろ盾となり、その支援がFRELIMOに一本化されることになった。
エドゥアルド・モンドラーネの後継者であり、後にモザンビーク人民共和国大統領になったサモラ・マシェルはソビエト連邦と中華人民共和国の支援についてこう語っている。「（ソ連・中国からの支援は）我々を本当に助けてくれる唯一のものである。彼らは武装闘争の経験があり、モザンビークが行おうとすることに役立つことを教えてくれる」 ゲリラ部隊は反政府活動や政治戦略に関する指導を受けることと並行して1972年にはソビエト連邦・ドイツ民主共和国（東ドイツ）・キューバからの1,600人からなる軍事顧問団とともに122mmロケット砲の軍事援助を受けた。 ソ連は1975年のFRELIMOによる政権成立後も新政府に対し、反革命に対抗するためとして軍事支援を続行した。1981年の時点まで、230人のソ連軍事顧問団と800人のキューバ軍事顧問団がモザンビークに残留している。キューバにおいては、モザンビークに対する関係はキューバ革命によって醸成された反帝国主義イデオロギーをモザンビークに輸出することで数少ない同盟勢力を維持しようという企図の下に維持されていた。 キューバのアフリカにおける軍事活動はコンゴ動乱におけるチェ・ゲバラの反チョンベ勢力に対する支援活動に始まるが、キューバはその後複数の左翼政権を持つアフリカ人国家による解放運動を支援した。例としてアンゴラ・エチオピア・ギニアビサウ・コンゴ共和国が挙げられる。

## 紛争

### モンドラーネの反乱（1964年-1969年）

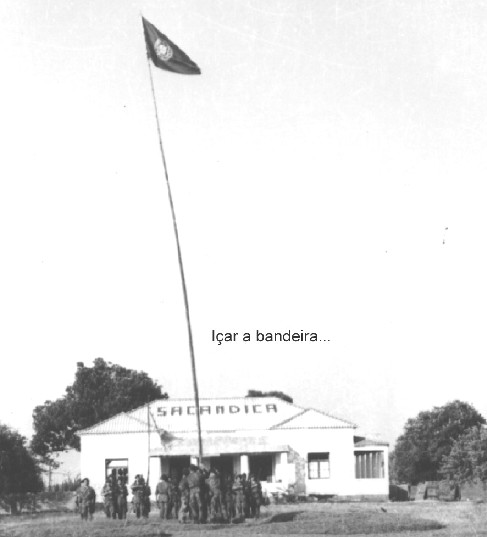
ポルトガル軍による国旗の掲揚

開戦時、7,000人の武装兵力しか持たなかったFRELIMOははるかに大きな兵力を持つポルトガル軍に対して軍事的勝利を収める見込みはほとんどなかった。独立の可能性はポルトガル軍に対する軍事的勝利ではなく、政治的交渉によるリスボンからの独立を勝ち取ることにあると考えられていた。ポルトガル政府は開戦以降常に戦争状態に置かれていたが、1964年から1967年にかけて駐留兵員数を8,000人から24,000人に増派することで不穏な状態を収めようとしていた。この期間中、ポルトガル政府によってこの地方向けの兵員が23,000人新規に募集されている。また、1969年までに860の作戦可能な特殊部隊が編成されている。
FRELIMOの軍事部門はアルジェリアで訓練を受けたフィリペ・サムエル・マガイアの指揮下にあった。また、FRELIMOのゲリラ兵力はソビエト連邦・中華人民共和国から様々な兵器の供給を受けていた。対照的にポルトガル軍は新しい対暴動作戦を評価されているアントニオ・アウグスト・ドス・サントス司令の下で作戦を遂行した。アントニオ・アウグスト・ドス・サントスはローデシアと共同してアフリカ人のスカウト部隊やその他の特殊部隊を編成し、作戦行動の一部をローデシア軍と共同して行った。
1964年になって平和的な交渉をFRELIMOは断念し、1964年9月25日、エドゥアルド・モンドラーネはタンザニア国内の拠点からモザンビーク北部に対するゲリラ戦の開始を命令した。FRELIMOの部隊は地方の住民から補給の便宜を受け、カボ・デルガード州のシャイシャイ（Chaichai）を攻撃した。FRELIMOの武装勢力は古典的なゲリラ戦法を用いた。哨戒部隊への襲撃、鉄道および通信線の妨害、植民地施設に対する電撃的な襲撃などが挙げられる。反乱勢力は主にライフル銃や短機関銃等で武装しており、退却時の追撃を避けるため雨季を最大限に利用した。豪雨の状況下ではポルトガルの制空権下でも航空機によって襲撃した部隊を追跡することは難しく、また、陸上部隊や車輛を使用しても嵐の中で移動する部隊を発見することは困難だった。これに乗じて反乱勢力の部隊は、より軽装で、マトと呼ばれる低木地帯まで逃走し、現地の住民に溶け込むことが可能だった。さらにFRELIMOの部隊は周囲の自然環境や村落から食料を徴発することが可能だったため、長い補給線による行動の制約を受けなかった。
FRELIMOのシャイシャイに対する攻撃開始に伴い、ニアサやモザンビーク中部のテテにも戦闘地域は拡げられた。紛争の初期の間はFRELIMOの活動は小隊規模での接触、妨害活動、軍事施設への小規模な襲撃に限られていた。FRELIMOの兵士はしばしば10人から15人の小グループ単位で作戦活動を行っていた。FRELIMOの紛争初期における散発的な攻撃は拠点に集中配備されたポルトガル軍を分散させようと企図されたものだった。
開戦後、ポルトガル軍は1964年11月のシラマ（Xilama）北方の戦闘で初めて損耗しはじめた。モザンビーク大衆からの支援の増加と、平時配置されたポルトガル軍の規模の小ささにより、FRELIMOは南方のメポンダ（Meponda）やマンディンバ（Mandimba）にも進出することができた。これらの地域はテテを通じて隣国の1964年7月6日にイギリス連邦の一員として独立したばかりのマラウィ共和国から支援を受けることができた。しかしながらFRELIMOの作戦規模が拡大しているにもかかわらず、補給線がルブマ川とマラウィ湖でカヌーを利用していたことから、攻撃は前哨部隊を対象にした小規模なものに限定されていた。FRELIMOは1965年に入って民衆からの支援の増加もありこの時点で新兵の採用数が増加に転じた。この増加で、襲撃部隊の規模を引き上げることが可能になった。FRELIMOに対する民衆の支援は主に追放されたり紛争を避けるためにタンザニアに避難したモザンビーク人によるものであった。こうした紛争の形態はフランス軍やアメリカ軍に対するしてベトナムで行われた紛争（インドシナ戦争・ベトナム戦争）における内陸部での抵抗にも見られたものである。反乱勢力は攻撃に際し地雷を併用してポルトガル軍の被害を大きく拡げ、部隊の施設を機能不全に陥らせ、兵員の士気を低下させた。
1966年10月10日または10月11日、前線からタンザニア領内に向けて帰還中のFRELIMOの軍事部門のリーダー、フィリペ・サムエル・マガイアが狙撃され、死亡した。この狙撃はポルトガルによって雇われたFRELIMOのゲリラ兵によって行われたといわれている。
1967年の時点でFRELIMOは人口の7分の1と国土の5分の1を掌握していた。またこの時点でのFRELIMOの兵力は戦闘状態にある者だけで約8,000名を数えていた。またFRELIMOの襲撃部隊は場合によっては100人以上の兵士によって構成されるものになり、その階級体系の中に女性兵士も組み入れることになった。
この時期、モンドラーネは戦線の拡大を促進していたが、同時に小規模な攻撃グループを維持しようともしていた。ポルトガルからの解放区が拡大し、増大した人口に対して十分な補給を行う場合、それにつれて兵站にかかるコストも増大することが見込まれた。そのためモンドラーネはこの時点でソビエト連邦と中華人民共和国を初め各国に支援を求めた。その結果、大口径の機関銃や対空砲、75mm無反動砲、および122mmロケット砲等を受け取った。
1968年、FRELIMOの第2回大会が行われたが、この際制空権を持っていたポルトガル軍の大会会場への爆撃が一日遅れたため、大会は無事執り行われ独立勢力にとって宣伝的な勝利をもたらした。この結果は後の国連におけるFRELIMOの発言に大きな重みを与えることになった。

### ポルトガルの開発計画

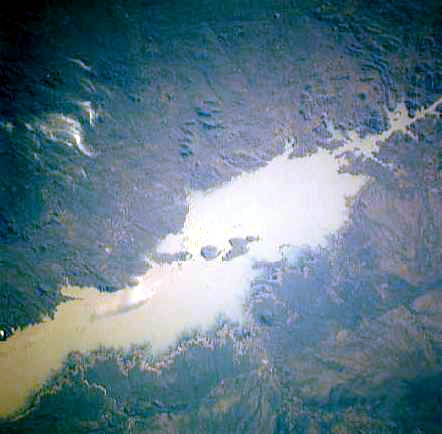
カホラ・バッサ・ダムの衛星写真。カホラ・バッサ・ダムはポルトガル植民地政府の紛争中における最大の開発計画の一つであり、FRELIMOによる攻撃の対象になり続けたが直接的な攻撃は一度も成功しなかった。

1960年代から70年代初期にかけて、FRELIMOによる反乱勢力の増大に対抗し、ポルトガル人と世界にポルトガル領アフリカが自国によって健全に運営されていることを喧伝するため、ポルトガル政府はポルトガル領モザンビークにおける大規模なインフラ整備および拡張の計画を推進した。この計画は道路、鉄道、橋梁、ダム、灌漑施設、学校、病院等の建設計画が含まれ、計画の実行について高い経済成長を示す試算が行われており、ポルトガル大衆に支持されていた。
これらの開発計画（再開発計画）の一部として、カホラ・バッサ・ダム
の建設が1969年に開始された。ポルトガル政府はこのダム建設をフランスの宗教史家エルネスト・ルナンやイギリスの作家ラドヤード・キップリングらによって侵略の正当化としてたびたび唱えられた「文明の使命」として捉えており、このダム建設を通じて、ポルトガル植民地政府の力量と治安を世界に再び示そうと考えていた。 このため、ポルトガル政府は3,000名からなる新しい部隊と100万を超える数の地雷とをこのダム建設を防衛するために投入した。紛争地域内の大規模な土木工事を扱うこの計画はポルトガルの海外植民地の治安の問題と結びつけて考えられるようになった。
ポルトガルによる支配を象徴するこのダムに対して、FRELIMOは7年の間建設中止を目標に攻撃を繰り返したが直接的な打撃作戦は一度も成功しなかった。そこでFRELIMOはカホラ・バッサの建設現場に向けて移動する輸送手段に攻撃目標を変更した。FRELIMOは国連に対してこの計画についてポルトガルのモザンビークにおける行動について非難する報告を提出して抗議した。その成果もあって外国からのダム建設に対する資金援助の多くが取り消されたが、ダムは最終的には1974年12月に完成した。ポルトガル政府の意図したダム建設によるプロパガンダ的な効果は、大規模な建設計画のために不本意な立ち退きを迫られたモザンビーク人たちによる否定的な反応により十分なものにはならなかった。また、ダム建設によって数年に一度下流域に起きていた洪水を防止したため、洪水によって肥沃になっていた下流の土地が痩せる悪影響があった。

### エドゥアルド・モンドラーネの暗殺
1969年2月3日、エドゥアルド・モンドラーネが何者かに暗殺された。この爆殺は、モザンビークの政治的安定化を目的としてポルトガルの秘密警察によってタンザニア・ダルエスサラームのFRELIMO事務所に送付された小包爆弾によるものと複数の情報源によって示唆されている。小包の中には爆薬を仕掛けた本が封入されており、この本を開くと同時に爆発したと考えられている。ただし別の情報源によれば爆弾はFRELIMO司令部におかれたモンドラーネの椅子の下で爆発しており、どの派閥・所属の者によって行われたかは定かでないともされている。暗殺後、FRELIMOの独自の調査によりこの時点で既に処刑されていたシルベリオ・ヌンゴ（Silverio Nungo）とFRELIMOのカボ・デルガードにおけるリーダーだったラザロ・カバンダーメ（Lázaro Kavandame）に罪状が申し渡された。ラザロ・カバンダーメについては保守的すぎるという理由による不信感を生前のモンドラーネは隠しておらず、またタンザニア警察もまたポルトガルの秘密警察PIDE（国防国際警察）と共謀してモンドラーネを暗殺したという理由でカバンダーメは起訴されていた。カバンダーメ自身は2か月後の1969年4月にポルトガルに投降している。暗殺の詳細に関しては現在もなお議論が続いているが、その中で多くの歴史家や伝記作者がポルトガル政府、中でもアギンター・プレスやPIDEの関与について言及し、また暗殺がポルトガルにおけるグラディオ機構（イタリア語: Organizzazione Gladio）のような並列部隊（英語: Stay-behind）であるアギンター・プレスによって支援されていることが示唆されている。しかしながら当初は責任の所在が不明確だったことから、モンドラーネの死はFRELIMO内部の序列に関する疑惑の発生や後継者人事に関する権力闘争を引き起こした。この権力闘争の結果、暗殺前はモンドラーネの事実上の後継者と考えられていた、中道主義者であり1969年までモンドラーネの下でFRELIMO副代表を務めたウリア・シマンゴ師（Rev. Uria Simango）が、強硬派のサモラ・マシェルとマルセリーノ・ドス・サントスによってFRELIMOから追放・逮捕監禁され、結果的にFRELIMOが大きく左傾化する原因になった。シマンゴ師は独立後の1975年に監禁されたまま裁判なしで処刑されている。

### 戦争の継続（1969年-1972年）

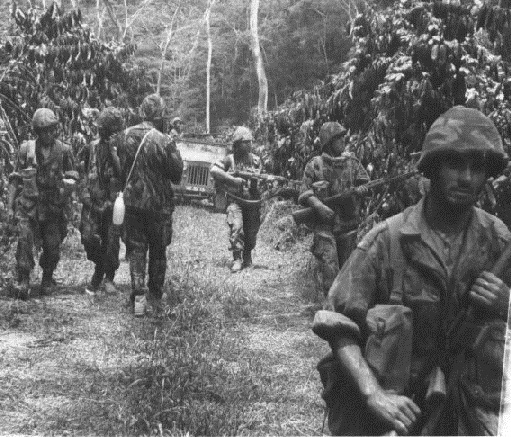
ポルトガル軍の部隊は紛争中その多くがFN FALやH&K G3を携行していた。

1969年から実質的にポルトガル軍の司令官はアントニオ・アウグスト・ドス・サントス将軍からカウルザ・デ・アリアガ准将へ交替していたが、正式な交替は1970年3月となった。カウルザ・デ・アリアガ准将は反乱勢力との戦闘においてより直接的な手法を好み、それまで用いられてきたポルトガルの通常兵力が前線に展開する際に少数の原住民を帯同させる戦術を廃止した。新しい司令官による戦略のもとで原住民の役割は減少していたにもかかわらず、1973年においてもなお空挺部隊のような特殊な作戦に関しては原住民の募集は継続していた。こうしたカウルザ・デ・アリアガ准将による戦略の一部はアメリカの陸軍参謀総長・ウィリアム・ウェストモーランドとの会談の影響から生まれている。
1972年までには特にフレシャス（ポルトガル語: Frechas、「矢」の意）と呼ばれるアフリカ人部隊を使っていたフランシスコ・ダ・コスタ・ゴメス副司令官かが強い発言力を持っていた。フレシャスの部隊はアンゴラにおいても現在のポルトガル国家保安局（DGS, ポルトガル語: Direcção Geral de Segurança）の前身である国防国際警察PIDE（ポルトガル語: Policia Internacional e de Defesa do Estado）の指揮下で活動していた。部隊は地方の部族民によって指揮され、特に追跡・偵察・対テロ作戦に用いられた。コスタ・ゴメスはアフリカ人兵士は人件費を低く抑え、かつ地域住民との関係をよりよく形成できると主張した。これはベトナム戦争でアメリカ軍が用いたハーツ・アンド・マインズ（英語: Hearts and Minds）と呼ばれる戦略に近いものだった。
これらのフレシャス部隊は1974年のカーネーション革命によってアリアガ准将が罷免される直前までモザンビークで活動を続けていた。これらの部隊は革命の結果ポルトガルが独立を認めた後内戦状態に至った際にもFRELIMOの活動の障害になり続けた。
以下に示すものはモザンビーク紛争およびポルトガル植民地戦争全体で用いられた独特な特殊部隊である。
- 特殊部隊（ポルトガル語: Grupos Especiais）：地方の部族民による志願兵からなる準軍隊的な部隊であり、ポルトガル兵による支援を受ける。アンゴラで用いられたものと類似している。
- 空挺特殊部隊（ポルトガル語: Grupos Especiais Pára-Quedistas）：空挺兵としての訓練を積んだ黒人志願兵部隊。
- 戦闘追跡特殊部隊（ポルトガル語: Grupos Especiais de Pisteiros de Combate）：追跡に関する訓練を積んだ特殊部隊。
- フレシャス（ポルトガル語: Flechas）：地方の部族民や逃亡者による追跡・偵察・テロ活動を専門とした特殊部隊。フレシャスは状況により敵から鹵獲した制服で哨戒行動を取ったり、拘束したゲリラや鹵獲した敵装備に応じて現金で報酬を支給されたりした。

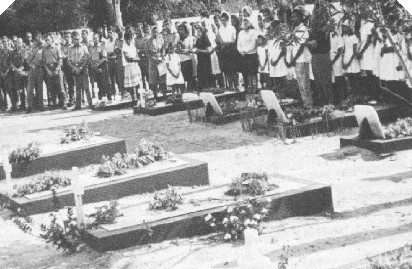
死亡したポルトガル兵の埋葬

1970年から1974年の期間を通じて、FRELIMOはその活動を都市におけるテロを重点化し、ゲリラ戦を激化させた。地雷の使用も激増し、この時期のポルトガル人の死傷者のうち3分の2が地雷を原因としたと言われている。地雷の広範な使用と並行して地雷恐怖症（英語: Mine psychosis）もポルトガル軍内に蔓延していた。地雷への恐怖と、それに結び付けられた敵軍を見ることなく死傷者を発生させるフラストレーションとが軍の士気を低下させ、さらに地雷恐怖症は蔓延していった。
1970年6月10日、ポルトガル陸軍によって大規模な反攻作戦が発せられた。「ゴルディオンの結び目作戦」（ポルトガル語: Operação Nó Górdio）と呼ばれる7か月に及ぶ作戦は反乱側のキャンプとモザンビーク北部のタンザニア国境からの滲透ルートに目標を定めたものだった。作戦には35,000名のポルトガル軍部隊が参加し、空挺部隊・コマンド部隊・海兵隊・海軍のフュージリア部隊のような一線級部隊が多く参加した。
ポルトガル軍は、軽爆撃機・ヘリコプター・陸上戦力の共同作戦に長けていた。ポルトガル軍はFRELIMOのキャンプに対し、ポルトガル空軍（ポルトガル語: Força Aérea Portuguesa, FAP）による爆撃とアメリカ軍によって用いられた戦術であるクイック・エアボーン（ヘリボーン）を用いてゲリラを包囲・殲滅した。これらの爆撃には同時に陸上部隊による重砲射撃も併用された。また、ポルトガル軍は騎兵部隊を車輛による移動が困難な地形における側面偵察や、ゲリラ部隊の基地跡で捕獲されたり孤立したりしたゲリラ兵の回収に用いた。
ポルトガル側は雨季の開始とFRELIMOによる攻勢が重なった時点で、さらに兵站上の困難な問題に突き当たった。ポルトガル兵の貧弱な装備も問題になっており、それだけでなく空軍と陸軍による共同行動の困難さも問題になっていた。また、陸軍は空軍による近接航空支援を欠いていた。ポルトガル軍の死傷者がFRELIMOの死傷者を上回るに至って、軍に対する本国政府からのさらなる政治的介入を招いた。
ポルトガルは敵から651（より現実的な数値として440を挙げているものもある）の戦死者と1,849の捕虜を出し、自軍から132のポルトガル人の損失があったと報告している。アリアガ准将はまた、最初の2か月間に自らの部隊で61のゲリラ基地と165のキャンプを破壊し、40トンの弾薬を鹵獲したと報告している。ポルトガルによる紛争中最大の恒星とされる「ゴルディオンの結び目作戦」においても、ゲリラ部隊がポルトガル政府にとって脅威でないとみなせるほど弱体化させる作戦だったにもかかわらず、ポルトガル政府や、一部の将校からはこの作戦は失敗であり、不十分な戦果しか挙げていないと考えられていた。

### 戦略の転換（1972年-1974年）
1972年までに、ポルトガル軍部は戦略を転換し、イギリス軍やアメリカ軍で採用されている小規模な打撃部隊を利用した掃討作戦形態、サーチ・アンド・デストロイを採用した。また、ポルトガル軍部はハーツ・アンド・マインズ作戦も続行し、アルデアメントス・プログラメ（ポルトガル語: Aldeamentos Programme、「リゾート計画」の意。）と呼ばれる強制移住計画が実行された。しかし1972年11月9日、兵員数8,000名に満たないFRELIMOによってテテ州における大規模な反攻が行われた。これに対するポルトガル軍の応戦は苛烈なものであり、FRELIMOに対する信頼を抱く地方人口のバランスを変化させようとする試みに繋がっていった。

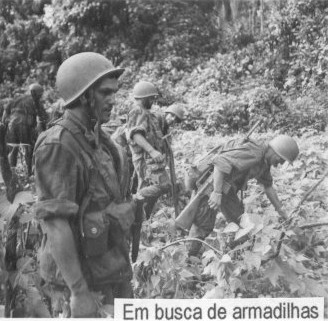
哨戒行動中のポルトガル兵。行動困難な地形を検証中。

報告によれば、1972年12月16日、テテから約30km離れたウィリヤム（Wiriyamu）村の村民を殺害されている。「ウィリヤムの虐殺（英語: Wiriyamu Massacre）」と呼ばれているもので、ポルトガル兵によってFRELIMOの支援者であると看做された女性と子供が大勢を占める村人が皆殺しにされたが、その数は60とも400とも言われている。虐殺に関しては1973年にイギリスのカトリック聖職者であるエイドリアン・ヘイスティングス神父（Father Adrian Hastings）および2人のスペイン人聖職者によって詳しく調査・報告がなされた。しかし、この調査については後に殺害はポルトガル軍によるものではなくFRELIMOによるものであるとして、ダルエスサラームの大司教、ロリーン・ルガムバ（Laureaen Rugambwa）の調査によって反訴されている。
また、1973年までにFRELIMOはポルトガル軍に対する市民の信用を失墜させるため、一般市民の居住地に地雷を敷設する作戦をとった。ポルトガル政府は『移住村：ここの水はどなたでも使うことができます（ポルトガル語: Aldeamentos: agua para todos）』という表示を農村部の地域に掲げ、反乱側の住民を移住させることで民間人の居住地とFRELIMOの根拠地とを分断する施策を行った。逆に、モンドラーネのとった民間ポルトガル人に対する寛容な政策は、1973年に就任した新司令官サモラ・マシェルによって破棄された。「恐慌、頽廃、自暴自棄、無力感……それがモザンビークにおける白人の反応のすべてでした」と戦争歴史学者、トーマス・ヘンリクセン（Thomas H. Henriksen）は1983年に述べている。この戦術上の変化はモザンビークのポルトガル系住民によるリスボン政府への抗議へ繋がり、厭戦的な現地の感情が伝えられた。また、ウィリヤムの虐殺と1973年から1974年初頭にかけてのFRELIMOの大攻勢のニュースによって伝えられたモザンビークにおける苦戦は、1974年のポルトガル政府転覆に影響した。あるポルトガルのジャーナリストはこう語っている。
| 「 | モザンビークにおいては3つの戦争がある。ひとつは軍のFRELIMOに対する戦争、 ひとつは軍と秘密警察との間の戦争、そしてもうひとつは軍と中央政府との戦争だ。 | 」 |

### 政情不安と停戦（1974年-1975年）

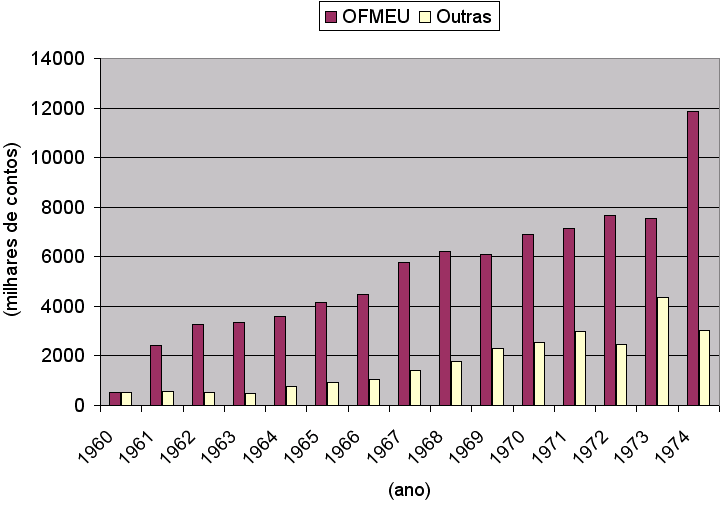
ポルトガル植民地戦争期間中におけるポルトガルの軍事費の増大を表すグラフ。黄色が通常の軍事費、暗赤色が植民地戦争に関する「特別」軍事費を表している。

1974年に至るまでFRELIMOの支配地域は根拠地に近い北部や内陸部に限られており、軍事的にはポルトガル軍の優勢が続いていたが、10年続いた植民地戦争はポルトガル本国の政変により突然の終幕が訪れた。
ポルトガルの植民地戦争によってポルトガルの軍事費は国家予算の44パーセントを占めるに至っていた。この状況はポルトガル自身の社会インフラ投資に対して発行される国債に明白な影響を及ぼした。また、ポルトガルの状況はヨーロッパ各国に不安を与えた。しかしながら実際にはポルトガルのGDPは植民地戦争の期間中（1961年 - 1974年）、6%に届く成長を見せていた。ポルトガルは1974年以降このGDP成長率を達成したことは一度もない。またアフリカのポルトガル植民地のGDP成長も広く注目に足るものであり、紛争中の高い成長記録を見せた時期にはインフラの建設が行われていた。植民地戦争に対する多くのポルトガル国民の不支持は、大学の支援を受けた「Cadernos Circunstância（状況ノート）」・「Cadernos Necessários（必須ノート）」・「Tempo e Modo（時期と手法）」・「Polémica（激論）」等の雑誌の影響があり、これらの論調はポルトガルの植民地問題に対して政治的解決を志向していた。

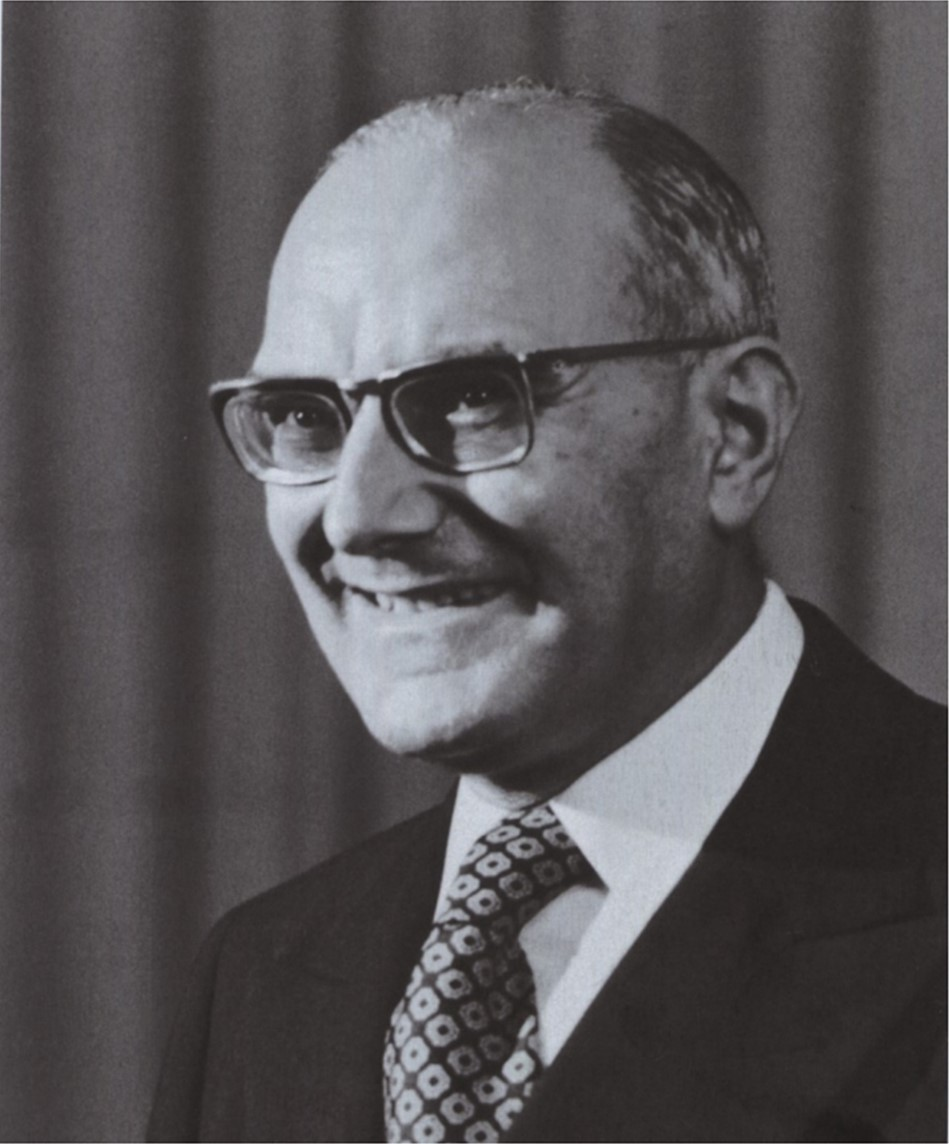
マルセロ・カエターノ首相

1960年代後半、ポルトガル本国では非合法政党だったポルトガル共産党（ポルトガル語: Partido Comunista Português, PCP）のに創設された一部門、「武装革命行動」部門（'Armed Revolutionary Action' branch）および左翼組織である革命旅団 (Revolutionary Brigades, BR) が植民地戦争に反対するための行動を開始した。主な行動は複数分野にわたるサボタージュと軍事目標の爆撃だった。例として1971年3月8日に複数のヘリコプターを用いて行われたタンコス（Tancos）空軍基地に対する爆撃や、同年10月のオエイラス（Oeiras）に所在するNATO司令部に対する攻撃が挙げられる。植民地戦争に直接影響する役割を演じた例としてはポルトガルの兵員輸送船・「ニアサ」に対する攻撃が挙げられる。「ニアサ」はモザンビークの州のひとつであるニアサ州にちなんで命名された船であり、攻撃を受けた際は、リスボン港からポルトガル領ギニアで展開する兵員を輸送する準備をしていた。また、1974年のカーネーション革命の際には10万人の徴兵忌避者が記録されている。
ポルトガルの政情不安は増大し、1974年4月25日に至って左派クーデターであるカーネーション革命が起こり、マルセロ・カエターノ首相・アメリコ・トマス大統領率いるポルトガル政府を打倒した。
ポルトガル臨時政府の首班にはアントニオ・デ・スピノラ将軍が就き、植民地戦争の停戦を宣言した。スピノラは当初連邦制による植民地の維持を模索したが、結局7月24日には1933年共和国憲法第1条を破棄し、海外領土の独立を承認した。またリスボン政府の政権交代により、多くの現地の将兵が戦闘の継続を拒否し、しばしば哨戒行為を行わず兵舎に立て籠っていた。ポルトガルとの交渉は選挙なしでFRELIMOが政権を掌握することに備え、9月7日のルサカ合意締結によって完了した。また、数万にも及ぶポルトガル系市民がモザンビークを離れた。この合意において1975年6月におけるモザンビークの完全独立と、それ以前の政治体制はFRELIMOが任命する首相の下に組織される閣僚会議と、ポルトガル政府・FRELIMO同数の成員からなる休戦監視委員会を設置し、これによる旨定められた。ルサカ合意の締結同日に、首都ロレンソマルケスでポルトガル人植民者の暴動があり、放送局を占拠して白人支配によるモザンビーク共和国独立が宣言されたが、介入が期待された南アフリカ共和国が呼応しなかったため、すぐに鎮圧された。ルサカ合意の後、正式な独立日は1975年6月25日、FRELIMOの結成13周年の記念日に設定された。

## 戦後の影響

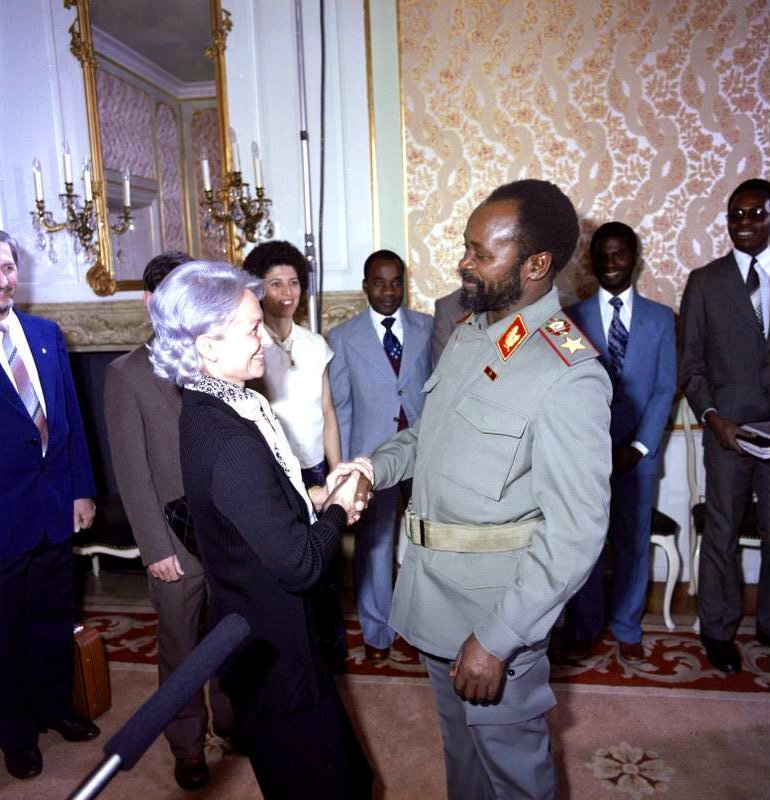
サモラ・マシェル大統領。1983年、東ドイツのマルゴット・ホーネッカー国民教育相との会談中。

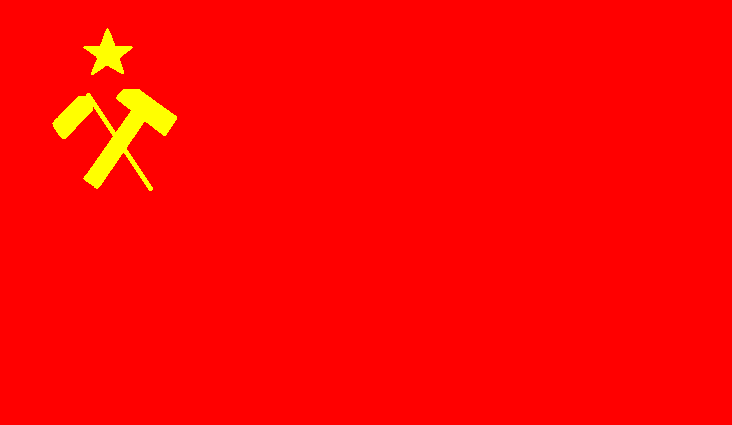
1983年に制定されたモザンビーク解放戦線の党旗

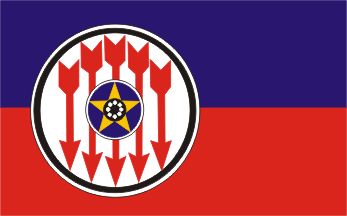
結成当初のモザンビーク民族抵抗運動の党旗

### ポルトガル人の処遇
独立後の政権をとったFRELIMOは共産主義的なイデオロギーを志向した。モザンビークにおけるポルトガル人は、他のアフリカ諸地域における典型的な白人定住者とは異なっていた。多くのアフリカのヨーロッパ人植民地においては1900年代初頭に移住が行われたが、この時期には既に都市部のポルトガル人は自らの支配地域に白人の家族が移住し彼らが利用するための施設を建設し、数世代にわたって定住していたが、旧支配層への報復を恐れ約30万人のポルトガル人・他のアフリカ人および混血を含む市民がレトルナドス（ポルトガル語: Retornados）として知られる難民としてモザンビークを去った。モザンビークに残った白人の中にはモザンビーク民族抵抗運動（RENAMO）として白人政権であったローデシア、ローデシア政権が倒れジンバブエ共和国が成立して後は南アフリカ共和国からの支援を受けFRELIMOに抵抗し、その後約20年にわたる内戦状態となった。RENAMO
はFRELIMOの近代化路線に不満を抱く先住民を味方に引き入れ、内戦は白人対黒人の戦いではなく、「黒人同士の戦い」という形をとるようになった。ただし、南アフリカおよびアメリカ・イギリスの保守政権の支持を受けたRENAMOと周辺のアフリカ諸国と東側諸国の支持を受けたFRELIMOによる内戦は冷戦下の代理戦争としての色彩も帯びていた。

### 政治動向
サモラ・マシェルがモザンビーク最初の大統領として就任した。FRELIMO党内で反サモラ・マシェルと目された中道主義者のウリア・シマンゴ師とその妻、および他の反サモラ・マシェル派が 停戦後の1975年に拘束され、その後、裁判なしで粛清・処刑された。約2年後、戦火はRENAMOとの間で行われたモザンビーク内戦として再開した。モザンビークは独立後複数の問題に直面していた。 ポルトガル植民地戦争で独立した他のアフリカ新興独立国同様、内戦やクーデターの影響でモザンビークの社会・経済はポルトガルとは対照的になった。この内戦は独立から20年近くが経った1992年10月にモザンビーク包括和平協定が調印されるまで続き、内戦の終結によってモザンビークはようやく比較的安定した状態を迎えることになった。

### その他
また、ポルトガル植民地で命名されたポルトガル風の名称を持つ都市・町・村落は独立後に名称が変更された。例として首都・マプトに変更されたロレンソマルケス、シモイオに変更されたヴィラ・ペリー、リシンガに変更されたヴィラ・カブラル、グルエに変更されたヴィラ・ジュンケイロが挙げられる。都市の中心部に設置されていたポルトガル人の英雄の像は全て撤去された。ポルトガル人の熟練労働者が出国した後、新しく独立したモザンビークにはインフラの整備・保守を行える技術者が著しく不足したため、モザンビーク経済は失速した。また、ポルトガルによる影響力が失われた後FRELIMO主導の政府によって複数の共産主義国との間に経済的な特恵関係が生まれた。

## 装備
FRELIMOでは主にソビエト連邦・中華人民共和国・キューバ等から支援の一環として供与された装備を主に使った。また、ポルトガル軍は本国の部隊に比べて比較的旧式の装備が使われた。地方の部族民から採用されたポルトガルの特殊部隊・フレシャス等では、敵から鹵獲した装備を利用することもあった。

### FRELIMOによって使用された装備
FRELIMOでは一般携行火器としてモシン・ナガンM1891/30ボルトアクションライフル・SKS小銃・AK47自動小銃・PPSh-41短機関銃等が用いられた。機関銃はDP28軽機関銃が広く用いられ、他にDShK38重機関銃やSG-43重機関銃が用いられた。また、FRELIMOは支援火器として迫撃砲や無反動砲、RPG-2・RPG-7等の対戦車擲弾発射器、ZPU-4のような対空火器を用いている。また紛争の最末期である1974年にFRELIMOは中華人民共和国から少数のストレラ2地対空ミサイルを入手していたが実戦でポルトガル機を撃墜するには至っていない。紛争を通じたポルトガル機の撃墜例は、G.91R-4がエミリオ・ロレンソ大尉（Emilio Lourenço）の判断で早期に自爆した一例のみである。また紛争期間中、地雷を利用した作戦行動を多用したFRELIMOは「ブラックウィンドウ」と呼ばれたPMN地雷（PMN, PMN-2）、TM-46地雷、POMZ等の様々な対人地雷・対戦車地雷を使用した。また、海岸線防御に使用するPDM水際地雷のような水際地雷も使用された。

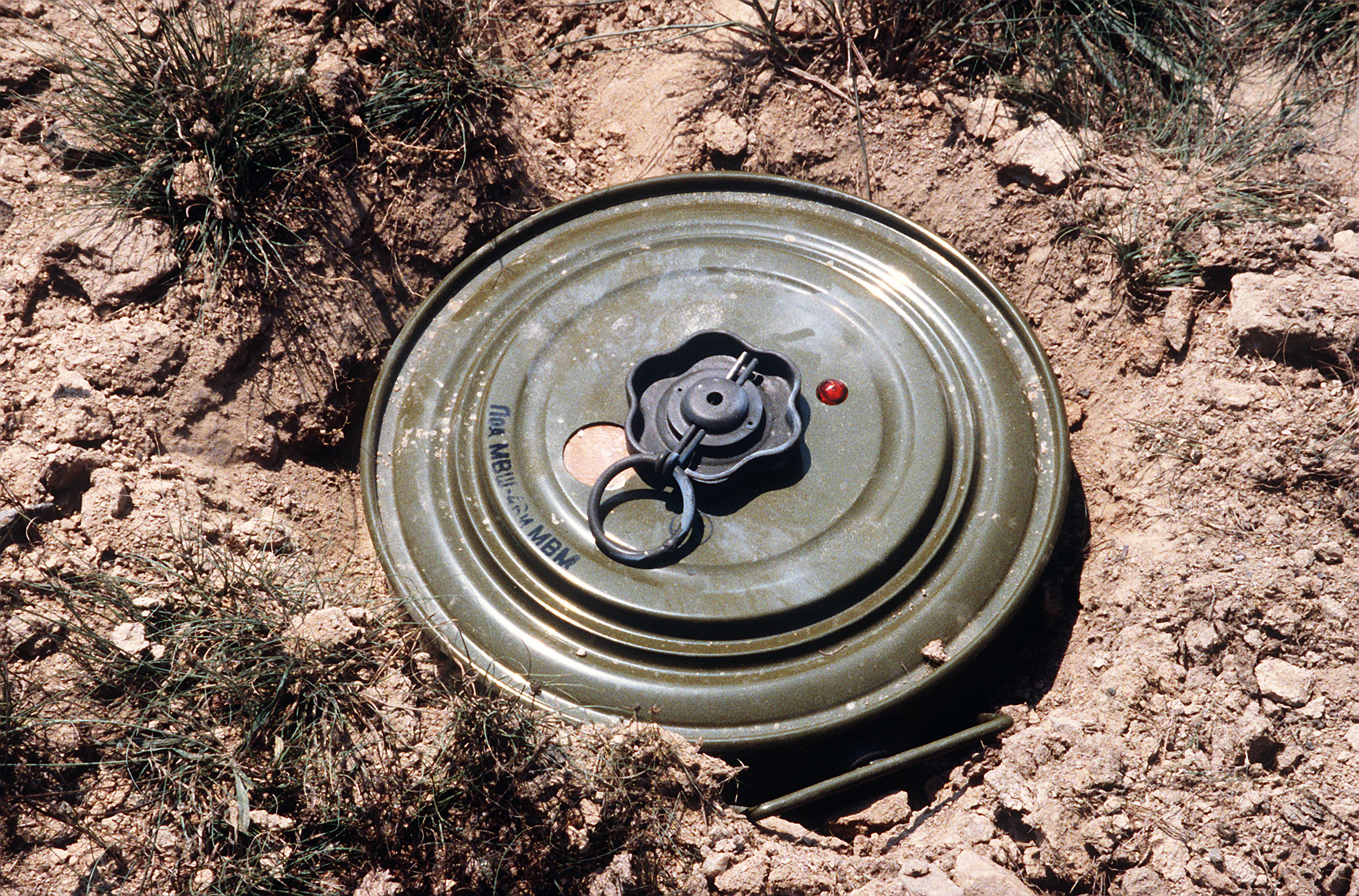
TM-46対戦車地雷
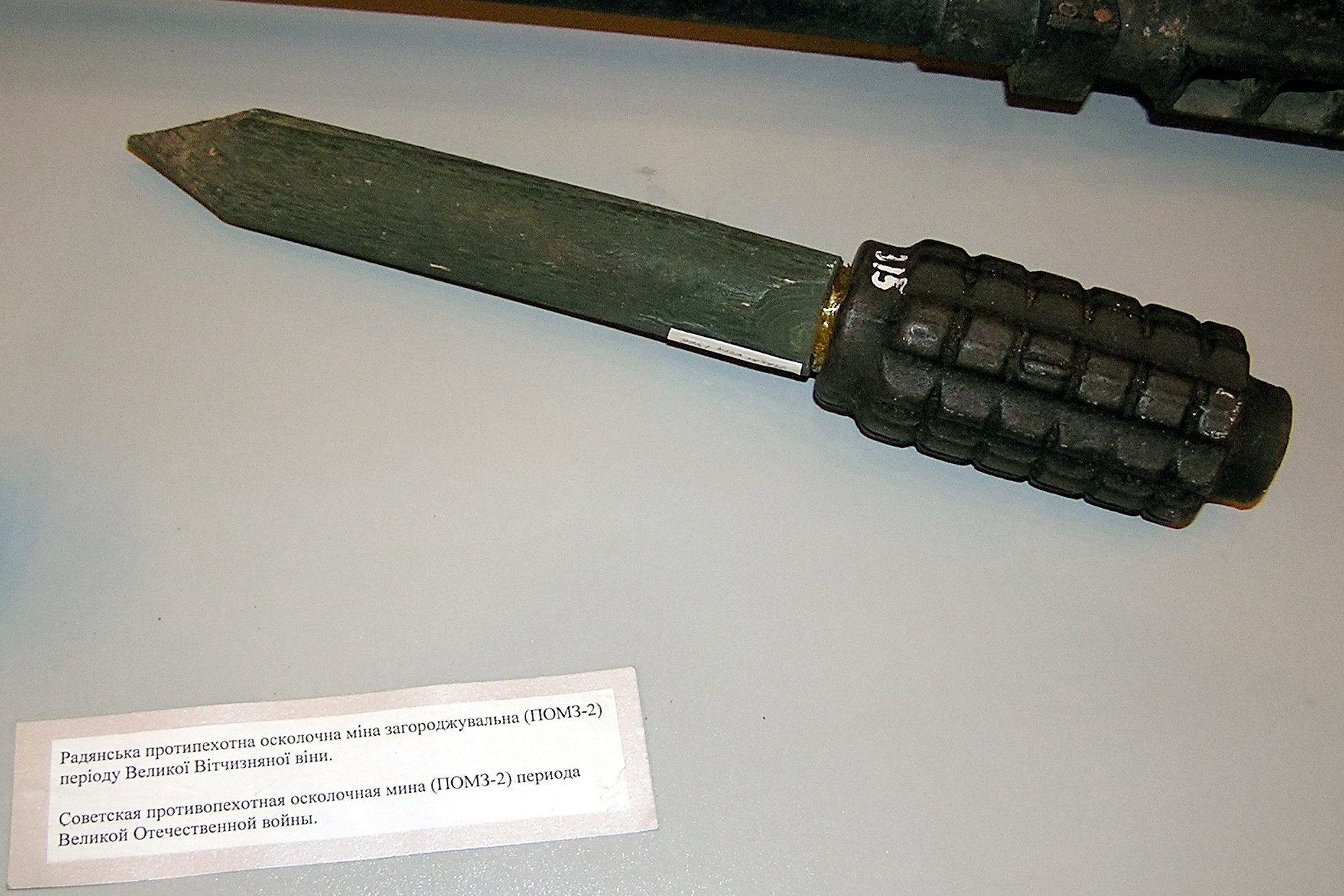
POMZ対人地雷
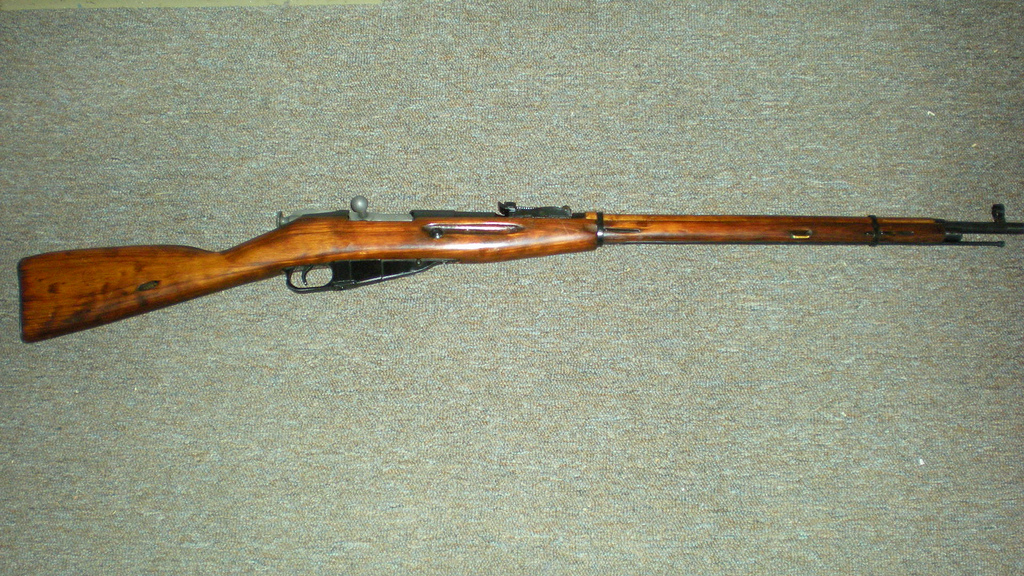
モシン・ナガンM1891/30ボルトアクションライフル
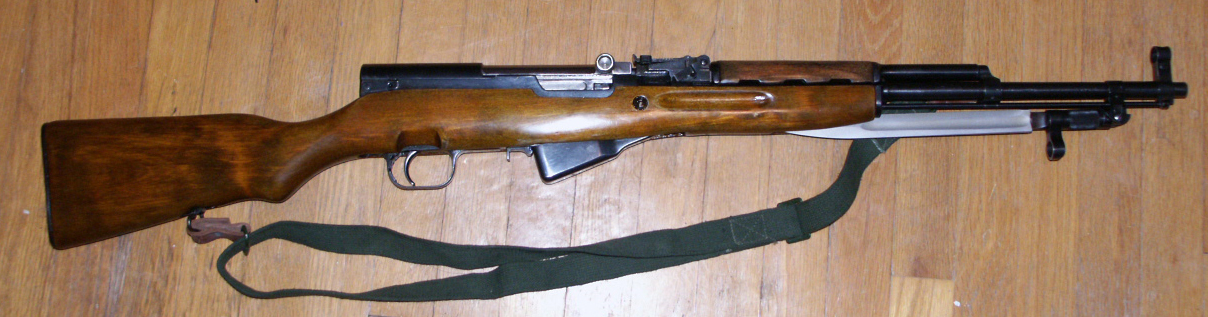
SKS小銃
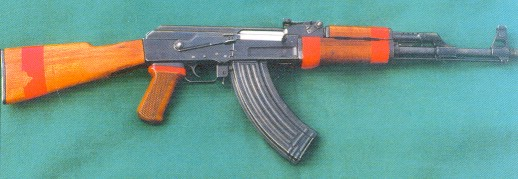
AK47小銃
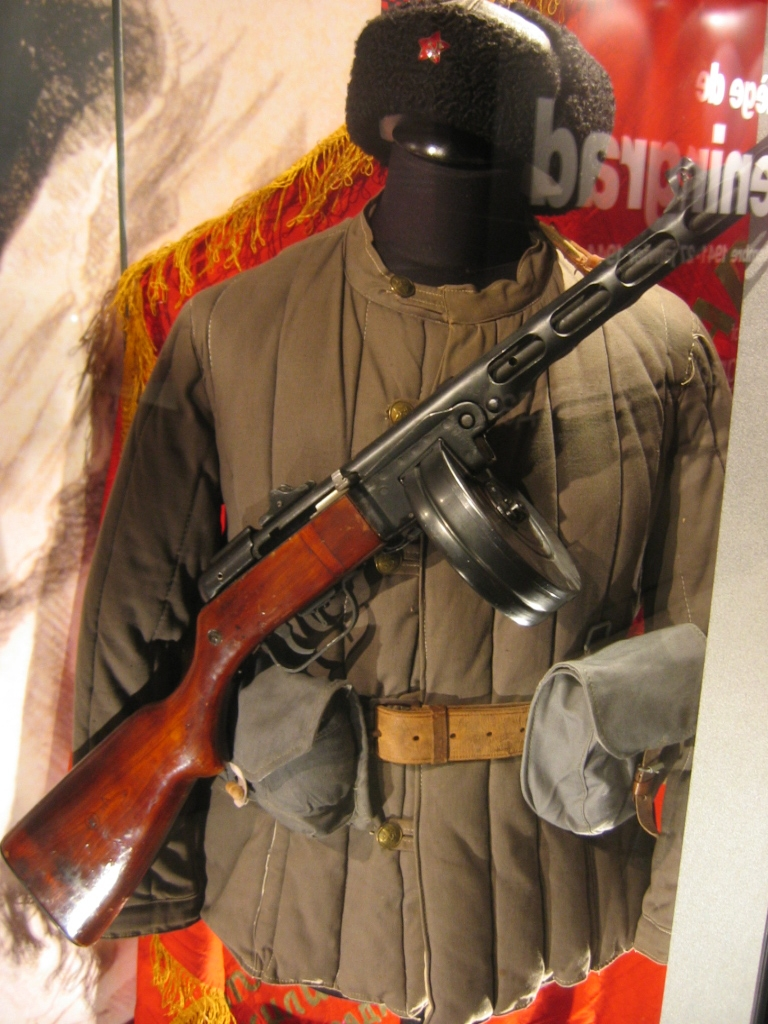
PPSh-41短機関銃
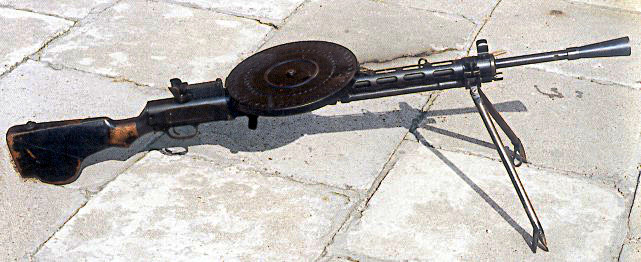
DP28軽機関銃
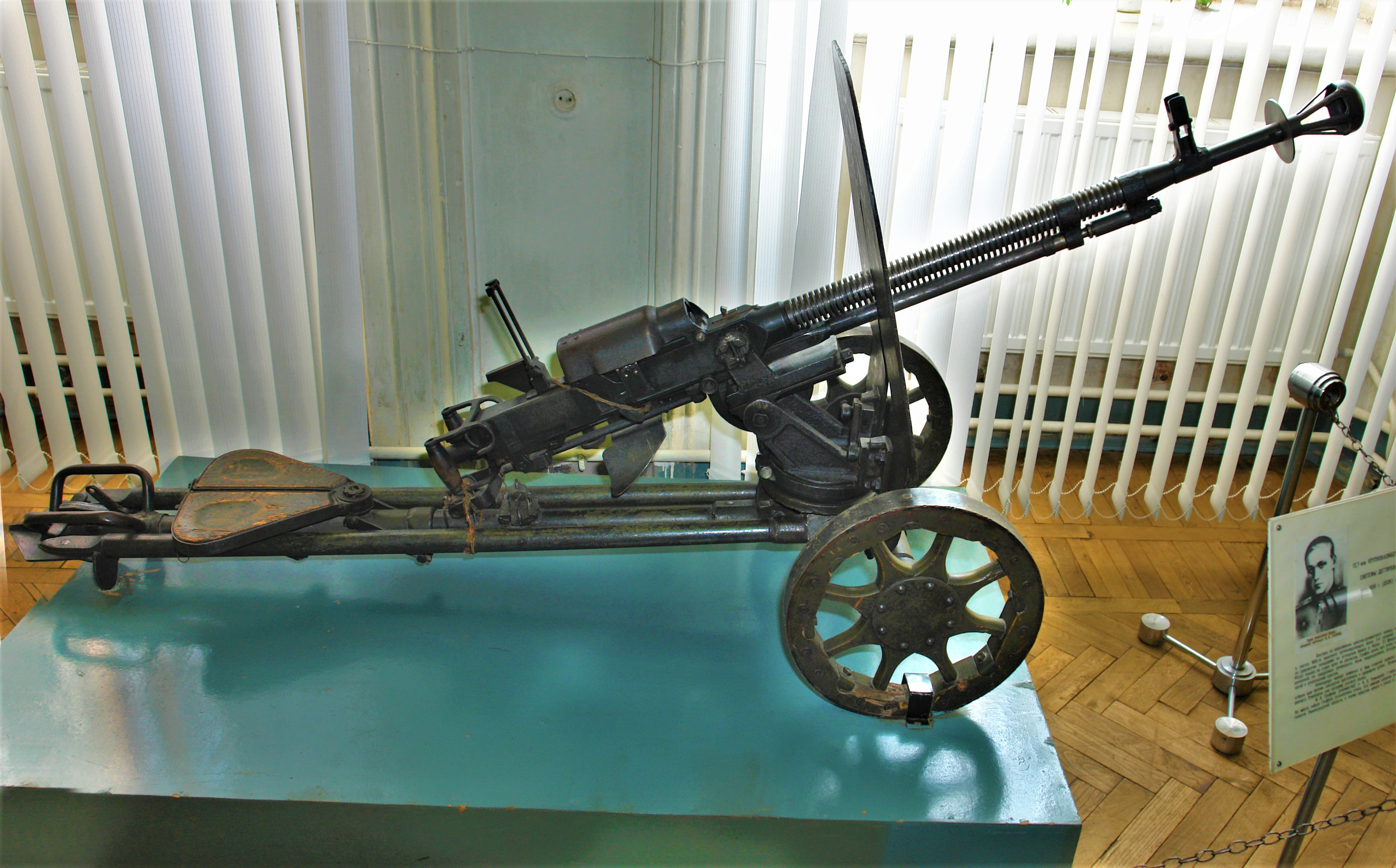
DShK38重機関銃
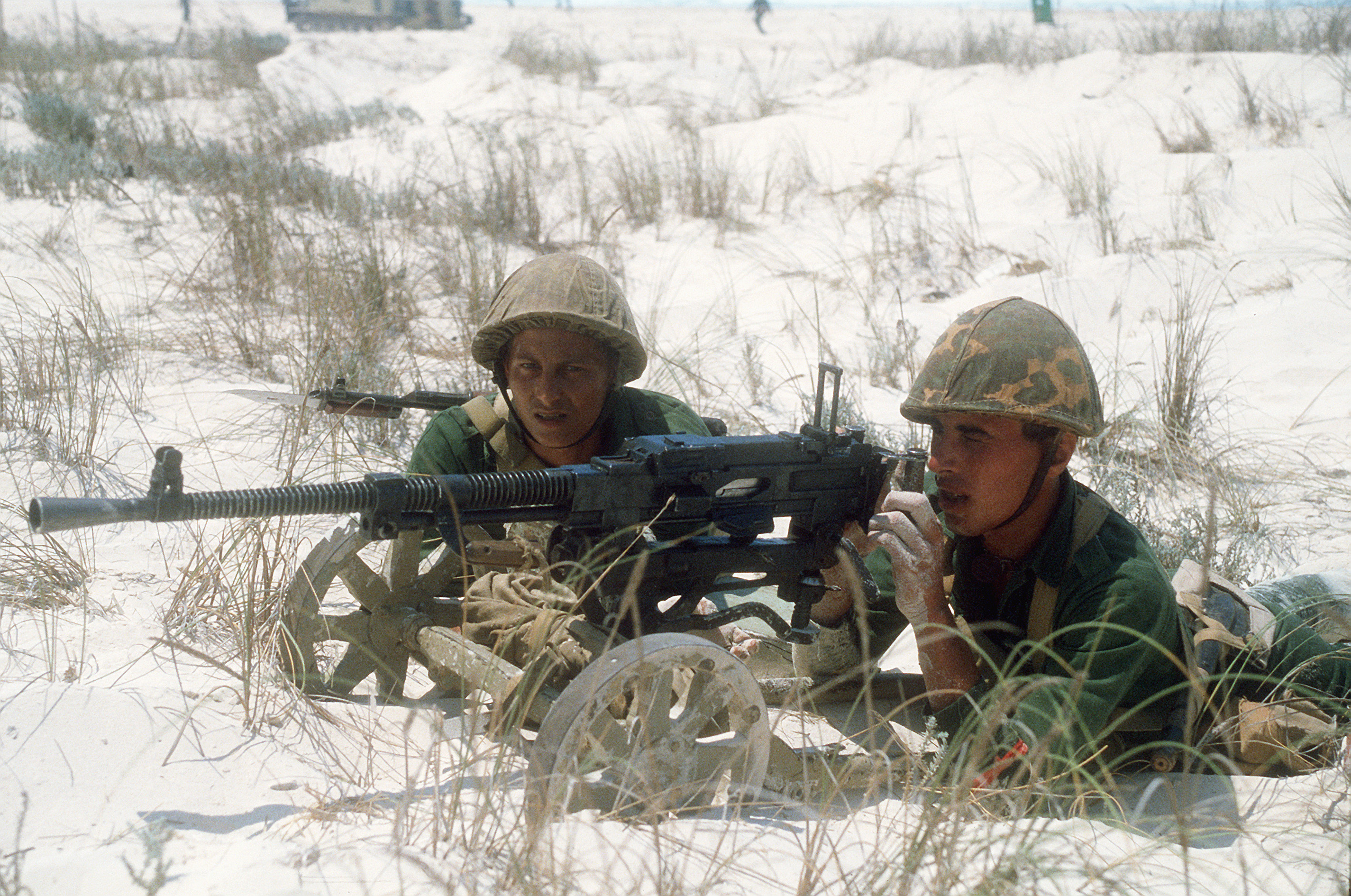
SG-43重機関銃
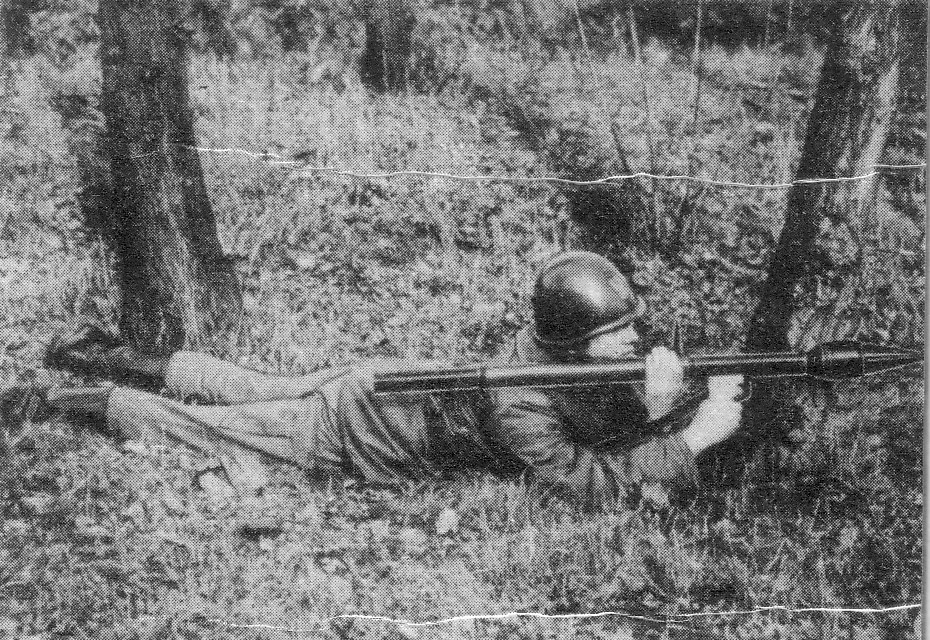
RPG-2対戦車擲弾発射器
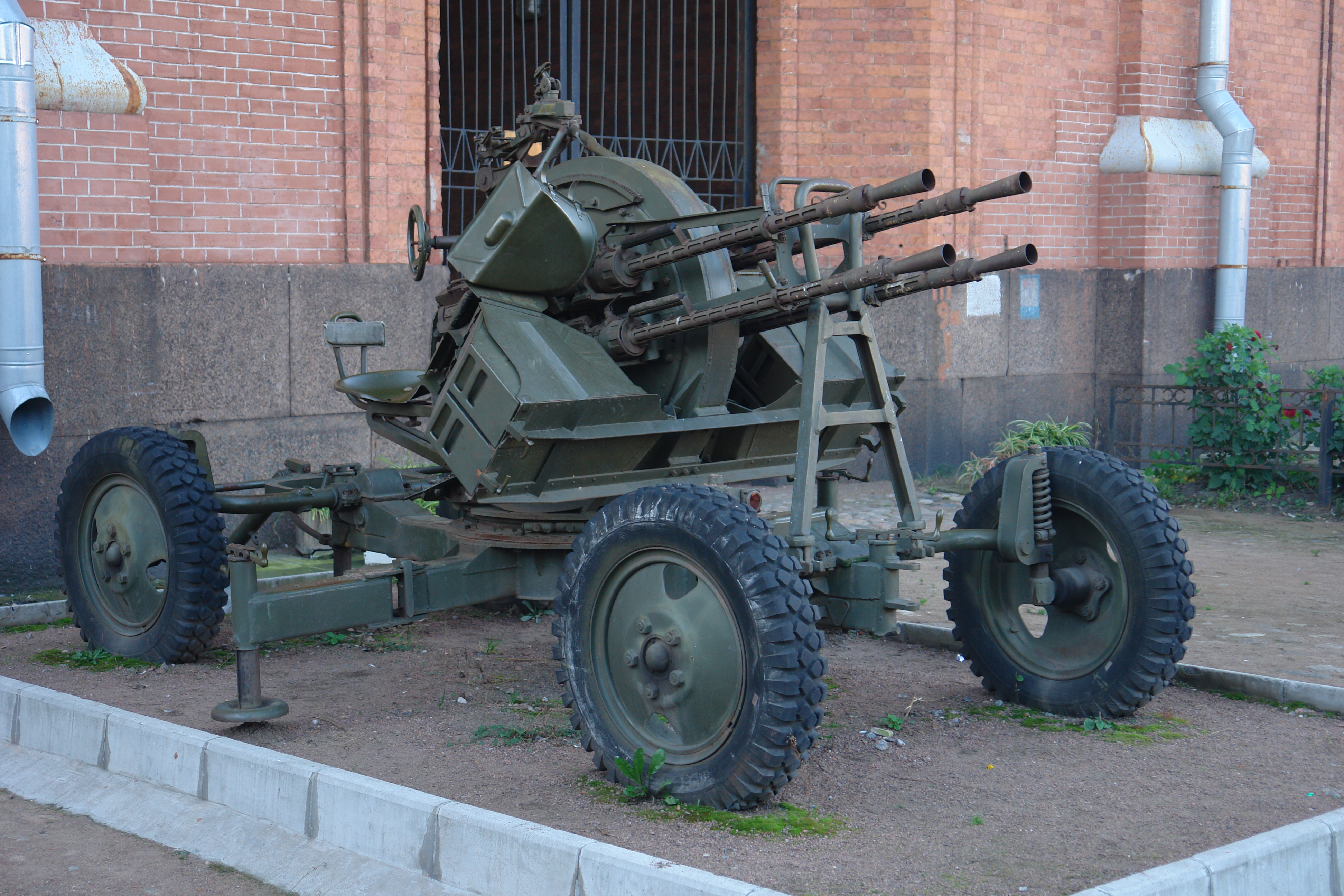
ZPU-4対空機関砲
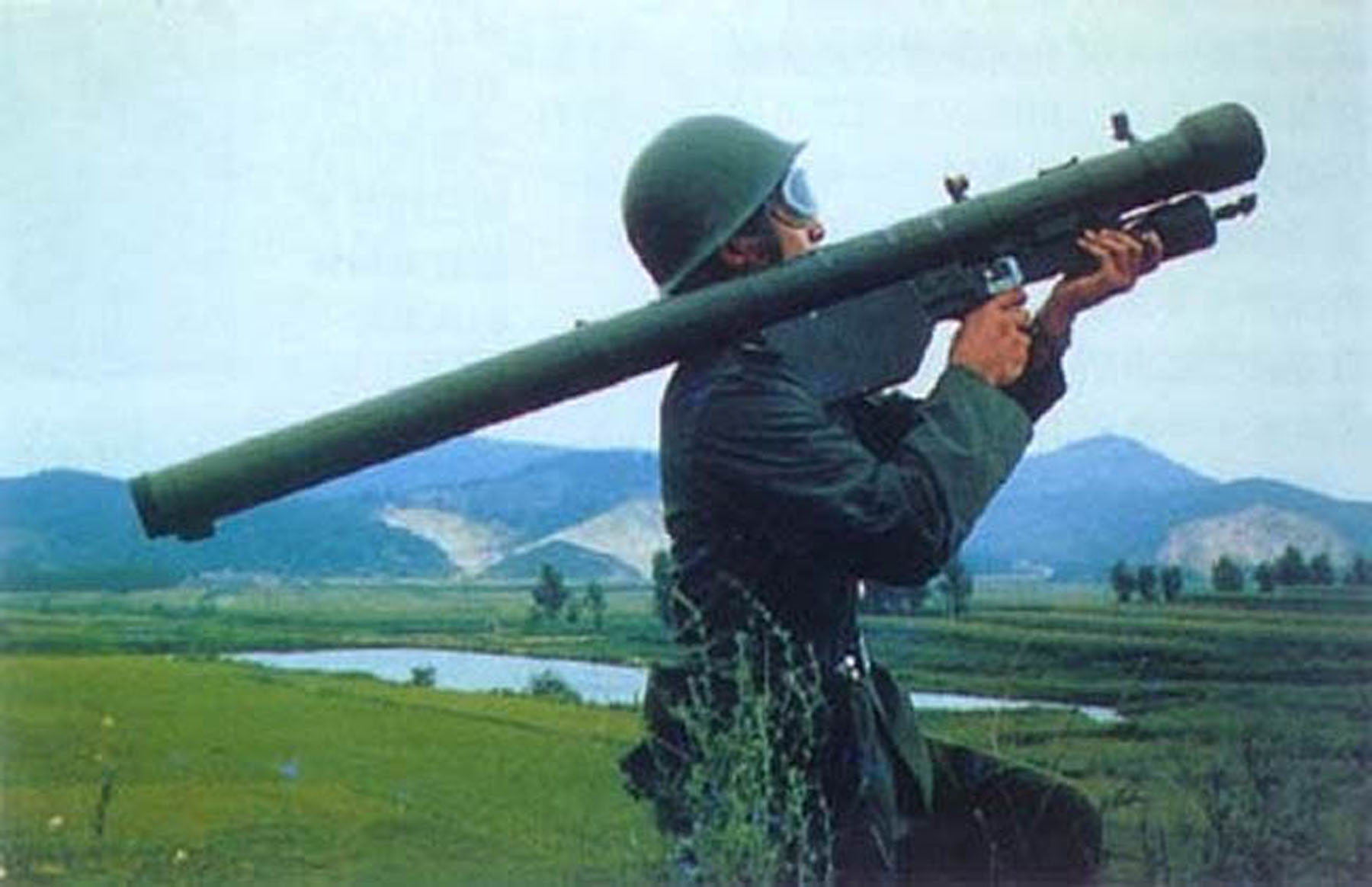
ストレラ2地対空ミサイル

### ポルトガル軍によって使用された装備
ポルトガル政府の方針によって、ポルトガル本国に配備された部隊は最新式の装備に更新されていく一方、ポルトガル植民地の部隊には比較的旧式の装備が割り当てられていた。ポルトガル軍はモザンビーク紛争の初期においては第二次世界大戦当時の無線機と旧式のモーゼル小銃とを使用していた。 
紛争が長期化するにつれて、軍当局が新式の装備に改める必要を認めたため、FN FALやH&K G3が標準携行火器として採用された。また空挺部隊にはAR-10が採用された。MG42や1968年にはHK21が機関銃として使用され、60mm・81mm・120mm迫撃砲および榴弾砲、フランス製のパナールAML装甲車、パナールEBR装甲車、イギリス製のFV 721フォックス装甲車、ポルトガルでV-150コマンドウ装甲車を元に開発されたブラビア・シャイミーテ（Bravia Chaimite）等装甲車両の支援を受けた。
ヘリコプターはモザンビークでは同時期に勃発したベトナム戦争で広く使われたほどには使用されなかったものの、アルエットIIIが最も広く用いられ、ピューマが後に併用された。 地上部隊に対する航空支援としてT-6、F-84、後期にはフィアットG.91が、また偵察機としてドルニエDo27が、輸送手段としてポルトガル空軍はノール・ノラトラおよびC-47が使用され、ポルトガル海軍は輸送も含めた広範囲の用途に哨戒艇・揚陸艇・複合艇を使用した。

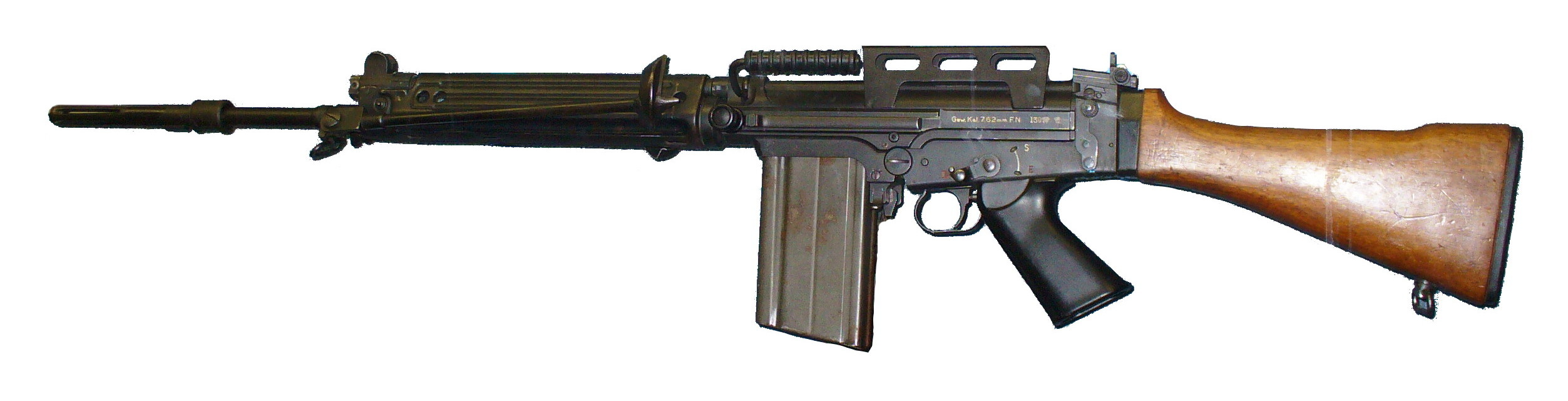
FN FAL
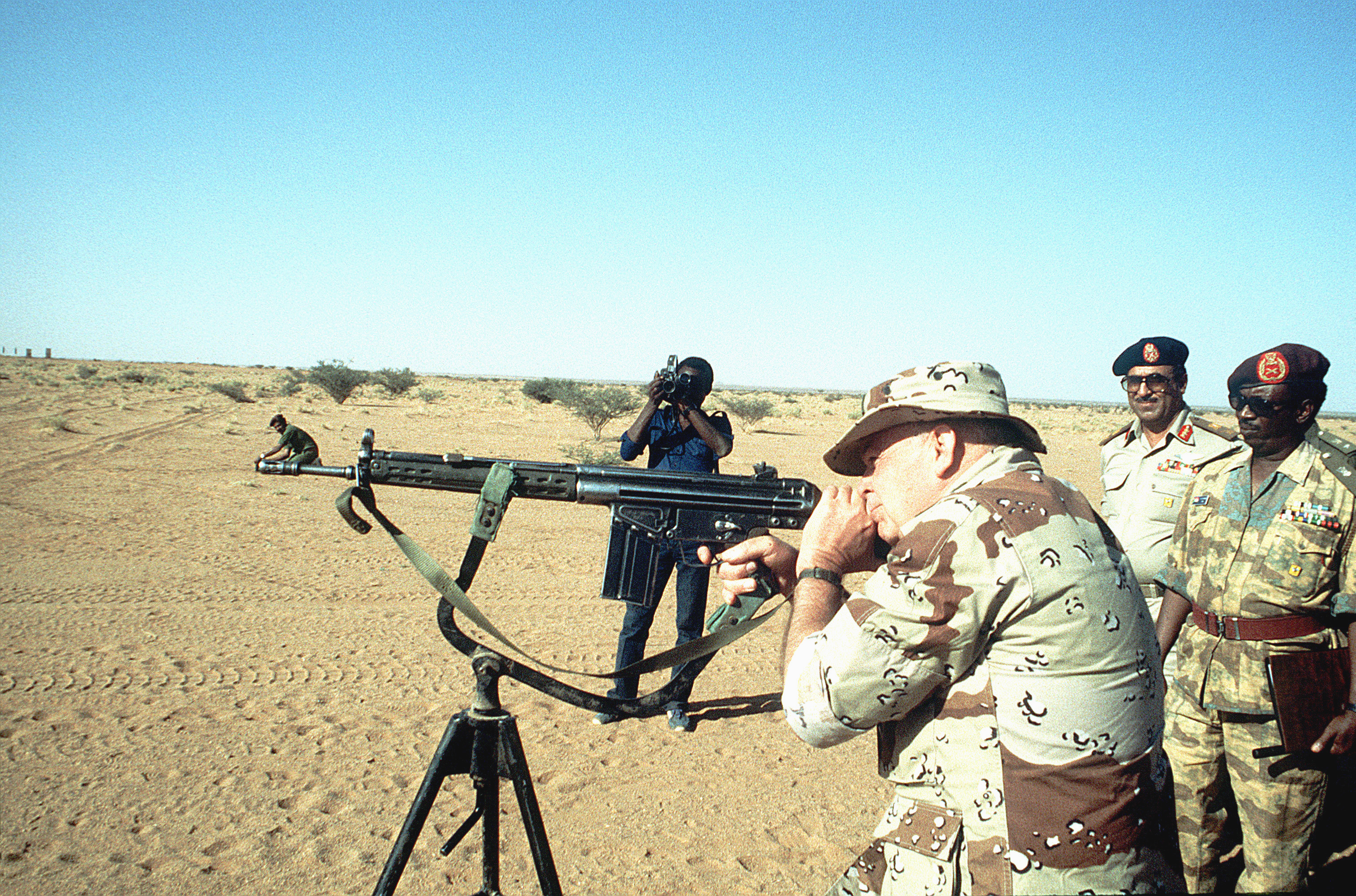
H&K G3
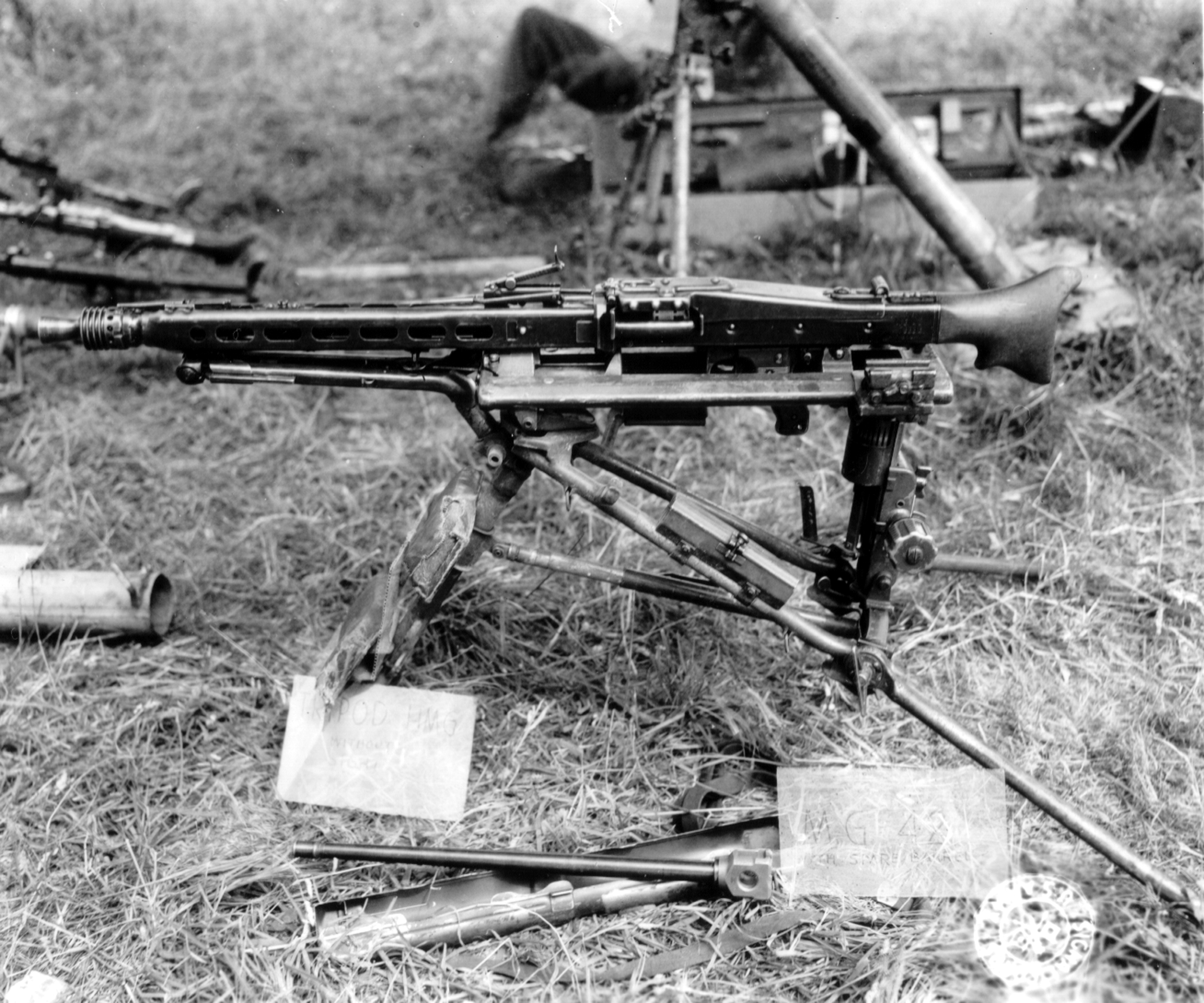
MG42機関銃
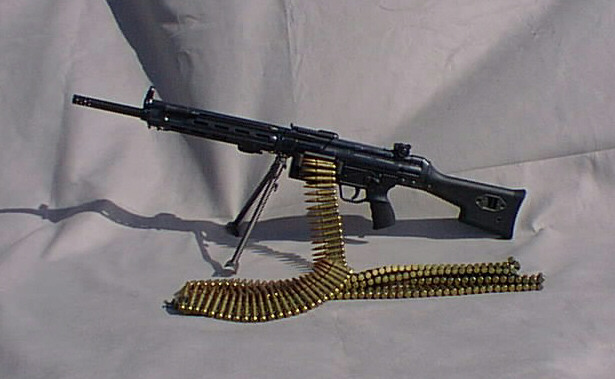
H&K HK21機関銃
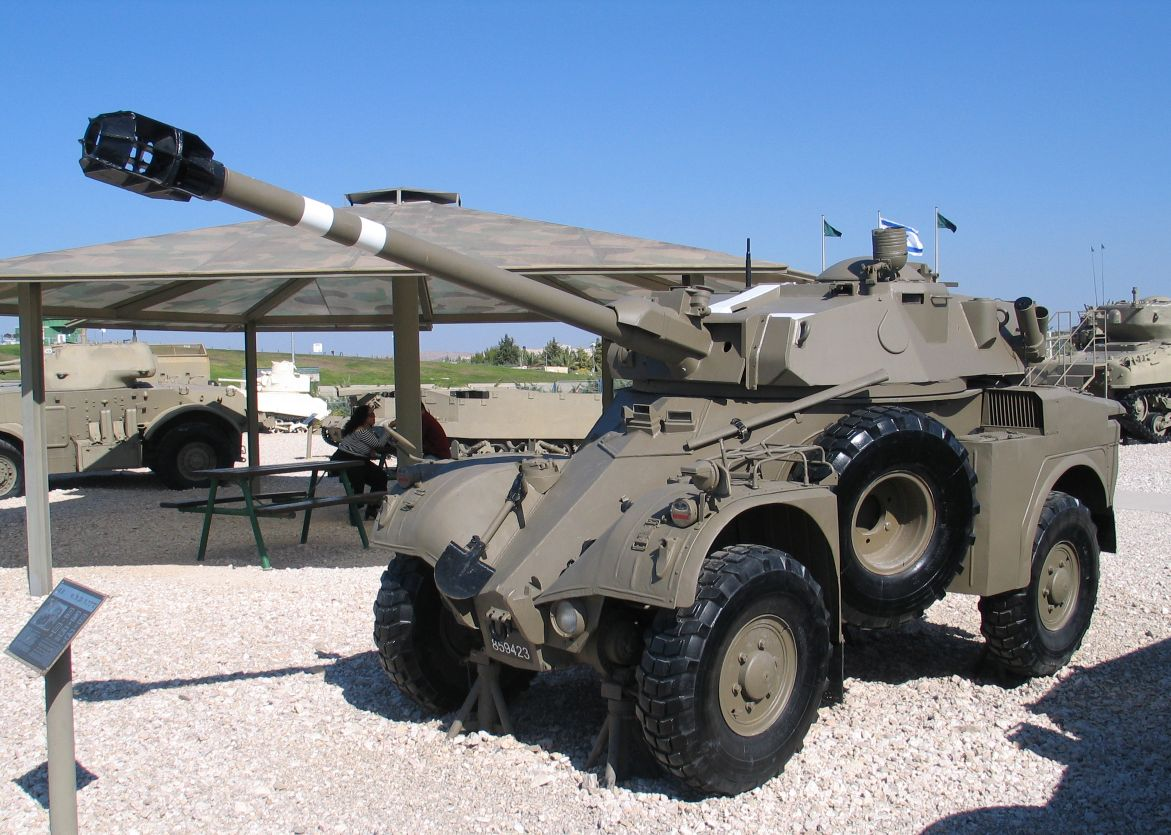
AML装甲車
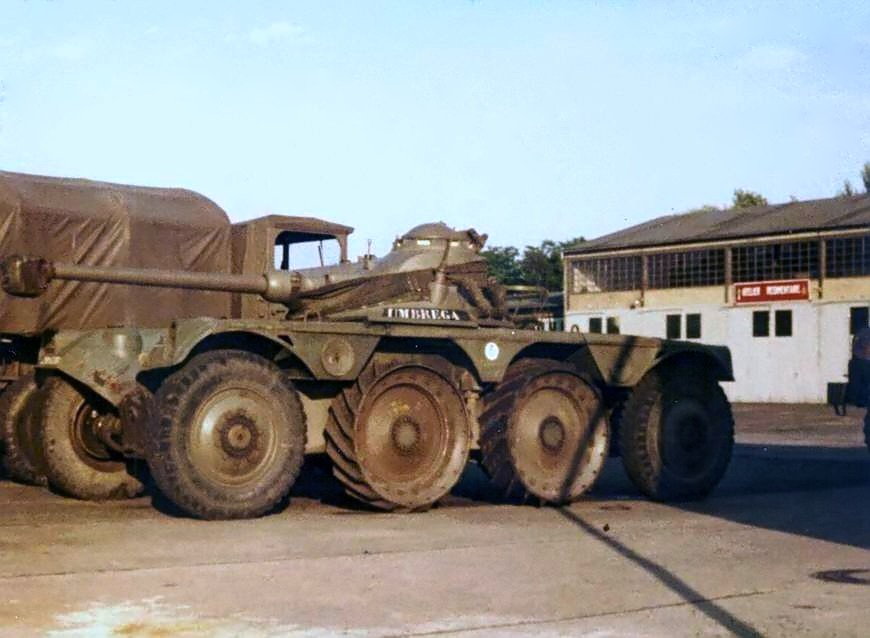
EBR装甲車
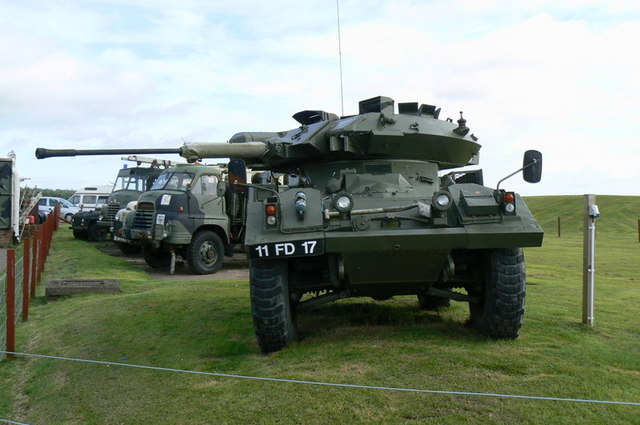
FV 721フォックス装甲車
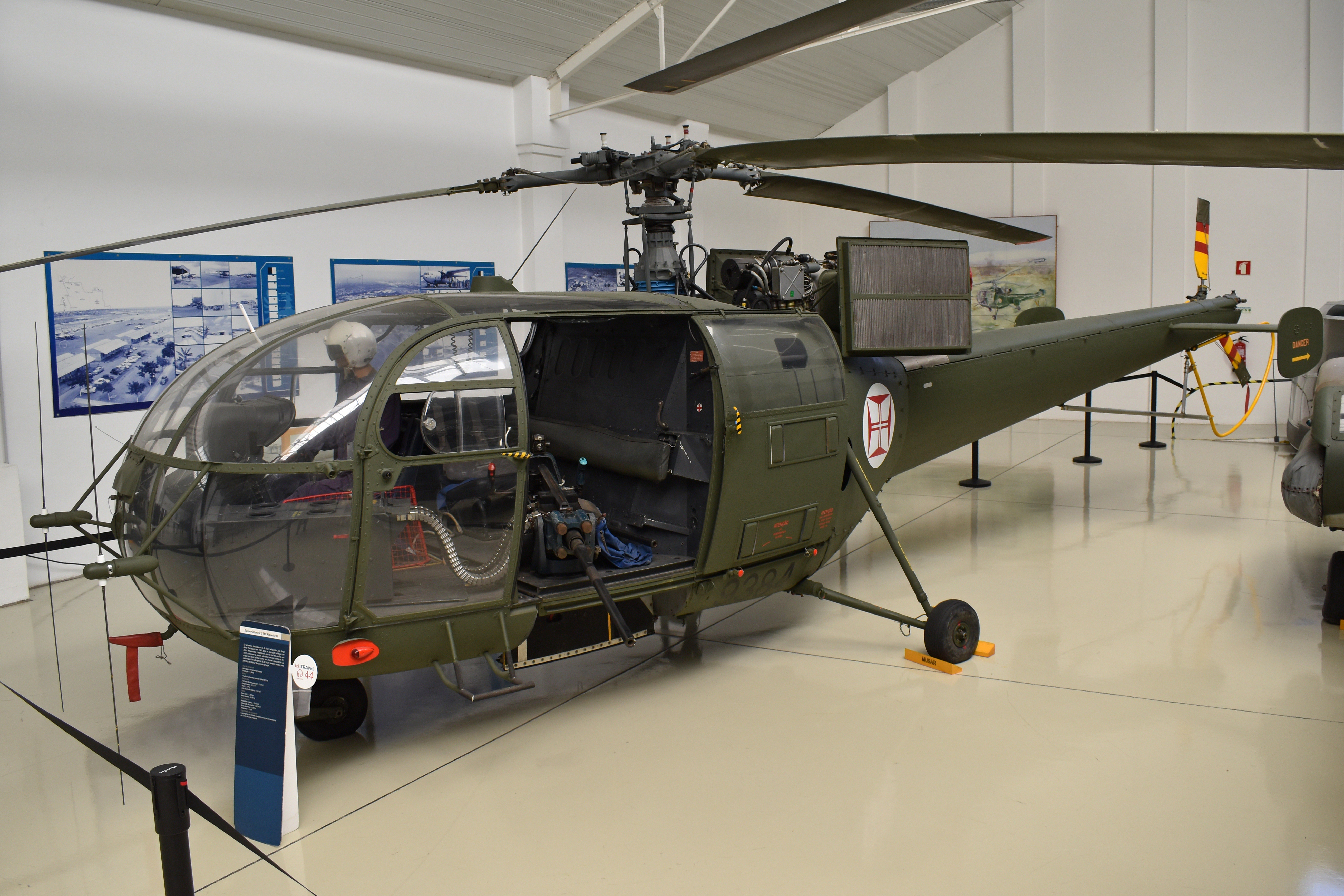
アルエットIII、キャビンにMG151/20を装備
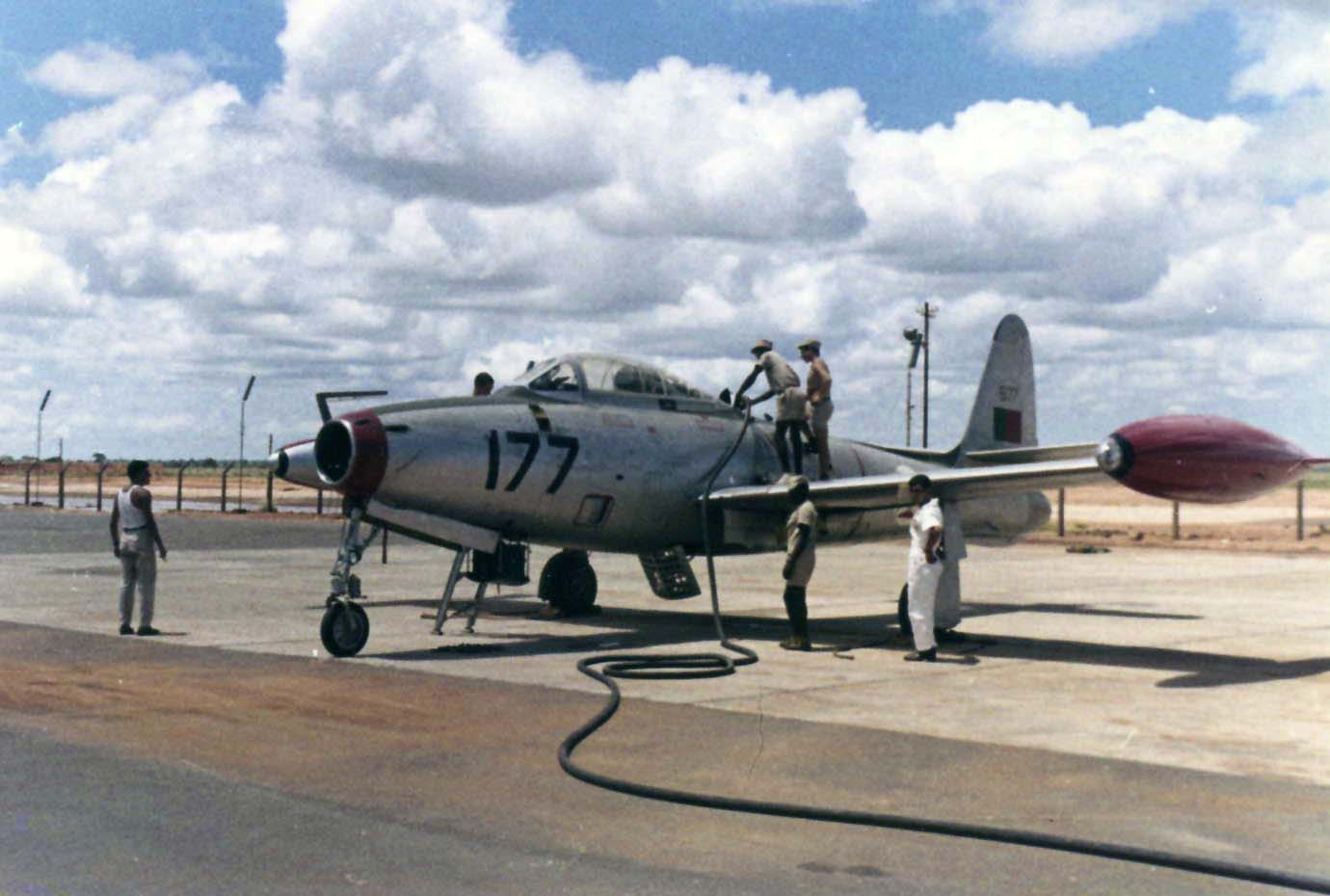
F-84
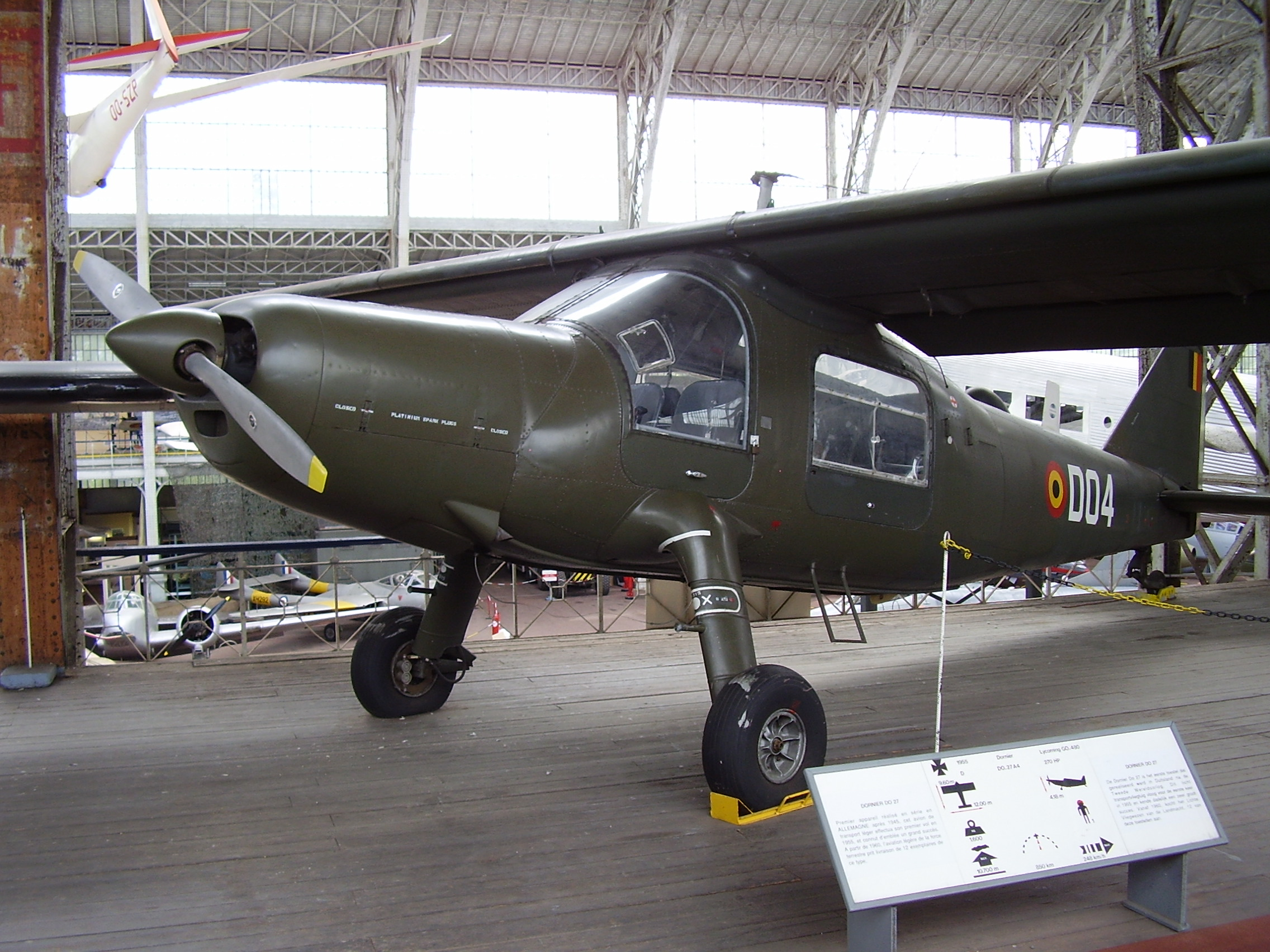
ドルニエDo27
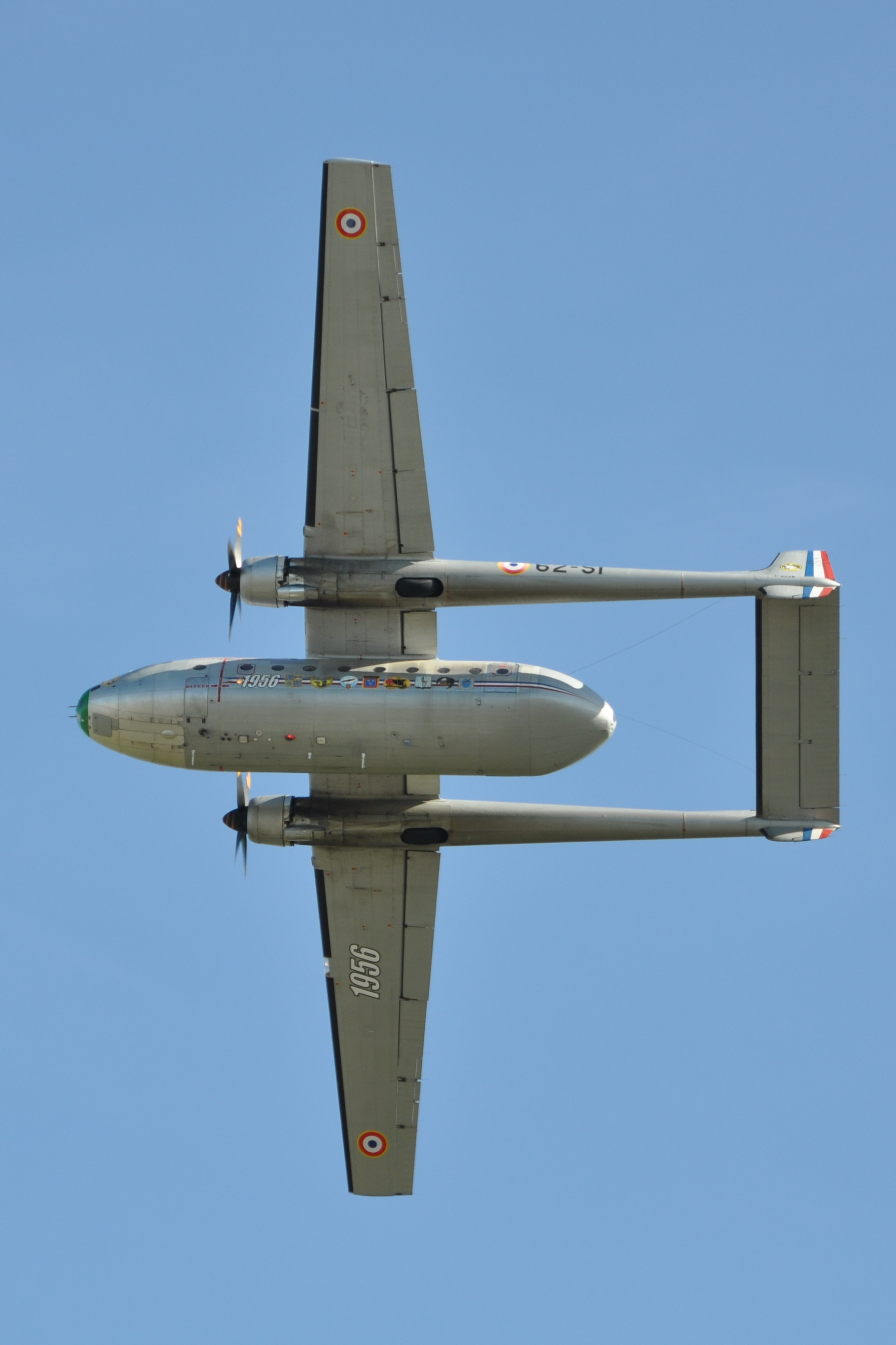
ノール・ノラトラ

## 参考資料

### ウェブサイト
- Belfiglio, Valentine J. (July–August 1983)The Soviet Offensive in Southern Africa, Air University Review.（英語）2011-04-10閲覧。
- Cooper, Tom. Central, Eastern and South African Datebase, Mozambique 1962–1992, ACIG, September 2, 2003.（英語）2011-04-10閲覧。
- Eduardo Chivambo Mondlane (1920–1969), Oberlin College, revised in September 2005 by Melissa Gottwald.（英語）2011-04-10閲覧。
- Frelimo, Britannica.com. （英語）2011-04-10閲覧。
- Kennedy, Thomas (1911). “Mozambique”. The Catholic Encyclopaedia. Vol. 10. New York: Robert Appleton Company. .（英語）2011-04-10閲覧。
- Newitt, Malyn. Mozambique (Archived 2009-11-01), Encarta.（英語）、アーカイブを2011-04-10に閲覧。
- Thom, William G. (July–August 1974). Trends in Soviet Support for African Liberation, Air University Review.（英語）2011-04-10閲覧。
- Westfall, William C., Jr. (1 April 1984). Mozambique-Insurgency Against Portugal, 1963–1975.（英語）2011-04-10閲覧。
- Wright, Robin (May 12, 1975). Mondlane, Janet of the Mozambique Institute: American "Godmother" to an African Revolution.（英語）2011-04-10閲覧。